# 게오르크 프리드리히 헨델
게오르크 프리드리히(또는 프레데릭) 헨델(Georg Frideric Händel, 세례명 Georg Fried[e]rich Händel, de; 1685년 2월 23일~1759년 4월 14일)는 바로크 시대 작곡가로, 오페라, 오라토리오, 앤섬, 합주 협주곡, 오르간 협주곡으로 잘 알려져 있다.
독일 할레에서 태어난 헨델은 함부르크와 이탈리아에서 어린 시절을 보낸 후 1712년 런던에 정착하여 대부분의 경력을 쌓았고, 1727년 영국 시민권을 취득했다.  중부 독일의 다성 합창 전통과 이탈리아 바로크 작곡가들에게 큰 영향을 받았다. 헨델의 음악은 "고(高)바로크" 스타일의 정점을 이루며 이탈리아 오페라를 최고 수준으로 발전시키고, 영어 오라토리오와 오르간 협주곡 장르를 창조했으며, 영국 교회 음악에 새로운 스타일을 도입했다. 그는 그의 시대에 가장 위대한 작곡가 중 한 명으로 꾸준히 인정받고 있다.
헨델은 영국 귀족들에게 이탈리아 오페라를 제공하기 위해 세 개의 상업 오페라 회사를 설립했다. 1737년에는 육체적으로 쇠약해져 창작 방향을 바꾸고 중산층을 겨냥하여 영어 합창곡으로 전환했다. 메시아 (1742년)의 성공 이후 그는 다시는 이탈리아 오페라를 작곡하지 않았다. 그의 관현악곡인 수상 음악과 왕궁의 불꽃놀이 음악은 꾸준히 인기를 유지하고 있다. 그의 네 개의 대관식 앤섬 중 하나인 제사장 사독은 1727년 이후 모든 영국 대관식에서 연주되었다. 그는 1759년 74세의 나이로 존경받는 부유한 사람으로 사망했으며, 웨스트민스터 사원에서 국장을 받았다.
20세기 중반부터 헨델의 음악에 대한 관심이 커졌다. 음악학자 윈턴 딘은 "헨델은 위대한 작곡가일 뿐만 아니라 일급의 극적 천재였다"고 썼다. 그의 음악은 고전주의 시대 작곡가들, 특히 하이든, 모차르트, 베토벤에게 존경받았다.

## 초년

### 가족

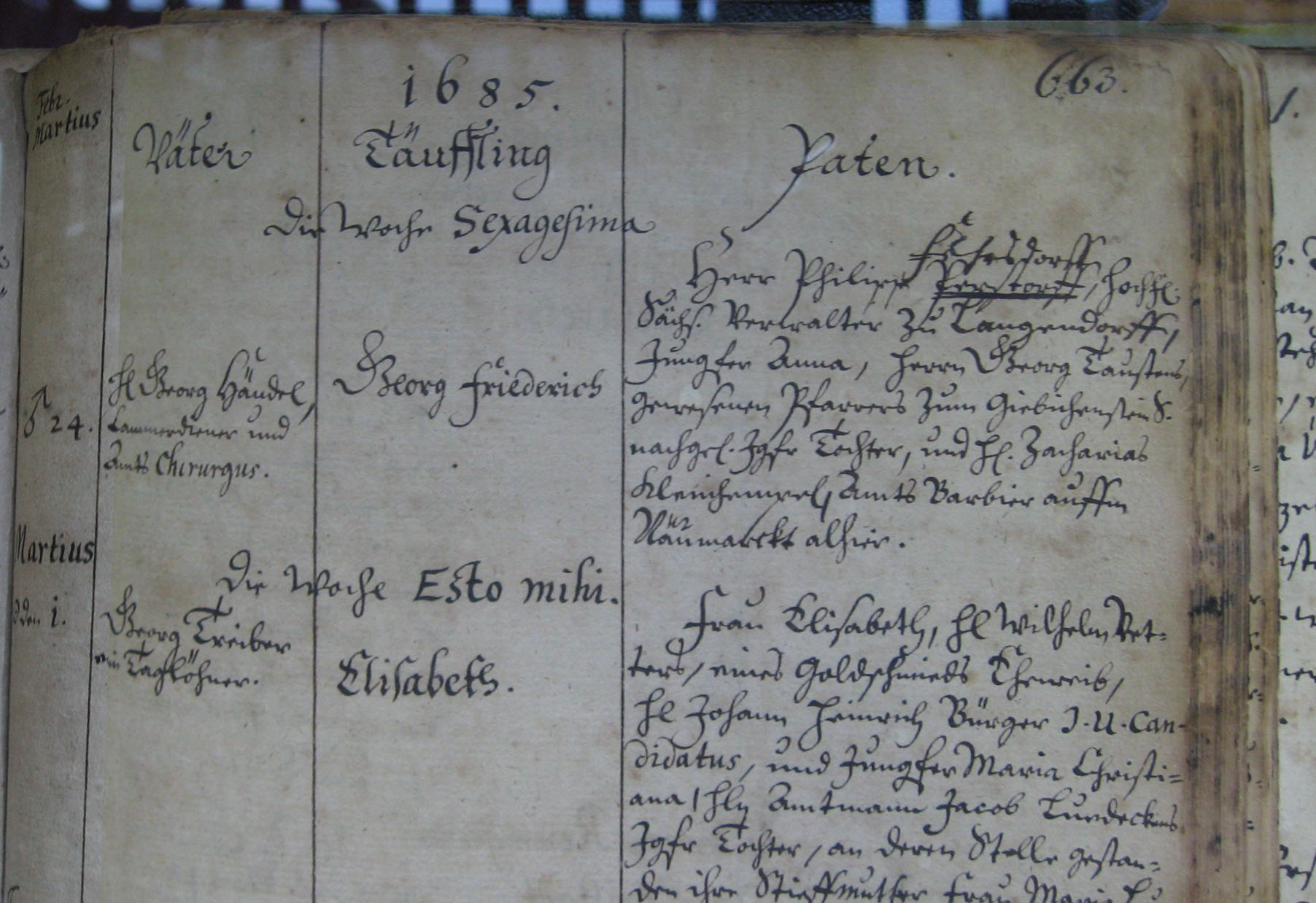
헨델의 세례 등록 (할레의 마리엔비블리오테크)

헨델은 1685년(요한 제바스티안 바흐와 도메니코 스카를라티와 같은 해)에 브란덴부르크-프로이센의 일부였던 마그데부르크 대주교령의 할레에서 태어났다. 그의 부모는 63세의 게오르크 헨델과 목사 게오르크 타우스트의 딸 도로테아 타우스트였다. 그의 아버지는 작센-바이센펠스 궁정과 브란덴부르크 변경백국을 섬긴 저명한 이발외과의였다.
할레는 소금 채굴 산업이 발달하고 상업의 중심지이며 한자동맹의 일원이었던 비교적 부유한 도시였다. 브란덴부르크 변경백은 마인츠 대주교령(마그데부르크 대주교령 포함)이 개종하면서 그 관리자가 되었고, 17세기 초에는 할레에 그의 궁정을 두어 저명한 음악가들을 끌어들였다. 심지어 작은 교회들도 "능력 있는 오르가니스트와 좋은 합창단"을 가지고 있었으며, 인문학과 문학이 번성했다(셰익스피어는 17세기 초 극장에서 공연되었다). 30년 전쟁은 할레에 광범위한 파괴를 가져왔고, 1680년대에는 가난해졌다. 그러나 전쟁 중반부터 이 도시는 작센 공작의 통치 아래 있었고, 전쟁이 끝난 직후 그는 드레스덴에서 훈련받은 음악가들을 바이센펠스에 있는 그의 궁정으로 데려왔다.

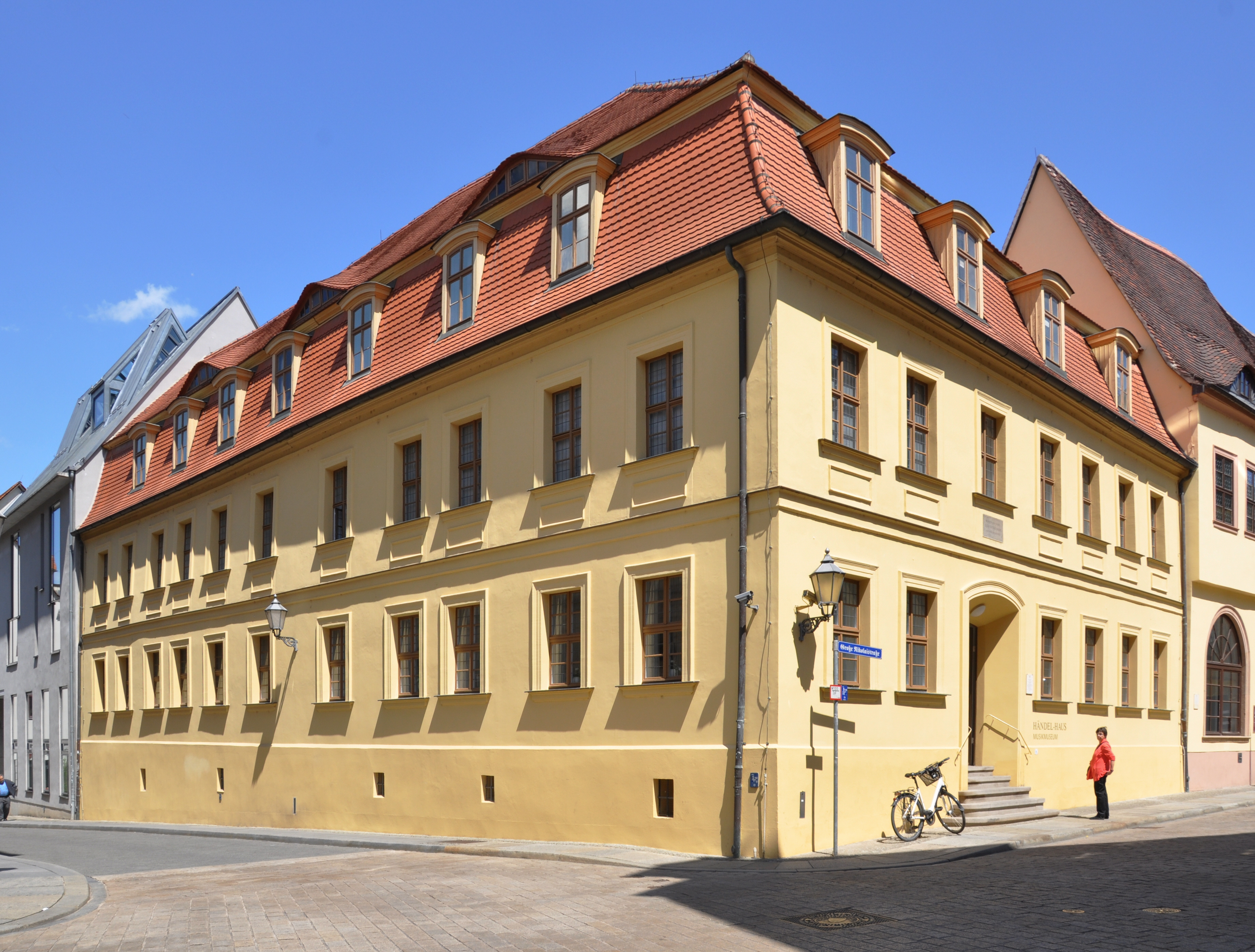
헨델 하우스, 헨델의 출생지

그러나 예술과 음악은 (할레뿐만 아니라 독일 전역에서) 높은 계층 사이에서만 번성했으며, 헨델의 가족은 그 계층에 속하지 않았다. 게오르크 헨델(아버지)은 전쟁 초기에 태어나 아버지 사망 후 14세에 할레의 이발사에게 도제되었다. 20세에 그는 할레 교외의 공식 이발외과의의 과부와 결혼하여 그의 진료를 상속받았다. 이로써 게오르크는 단호하게 자수성가 과정을 시작했으며, 그의 "보수적이고 꾸준하며 검소하고 모험적이지 않은" 생활 방식 덕분에, 안나와의 사이에서 성인으로 성장한 다섯 자녀를 (막내딸은 정부 관리와 결혼했지만) 의학 직업으로 인도했다. 안나는 1682년에 사망했다. 1년 안에 게오르크는 다시 결혼했는데, 이번에는 기비헨슈타인에 있는 성 바르톨로메오 교회의 루터교 목사 게오르크 타우스트의 딸과 결혼했으며, 그녀 자신도 오랜 루터교 목사 가문 출신이었다. 게오르크 프리데릭은 이 결혼의 둘째 아이였다. 첫째 아들은 사산되었다. 그 후 두 명의 여동생이 태어났는데, 도로테아 소피아는 1687년 10월 6일에, 요한나 크리스티아나는 1690년 1월 10일에 태어났다.

### 초기 교육

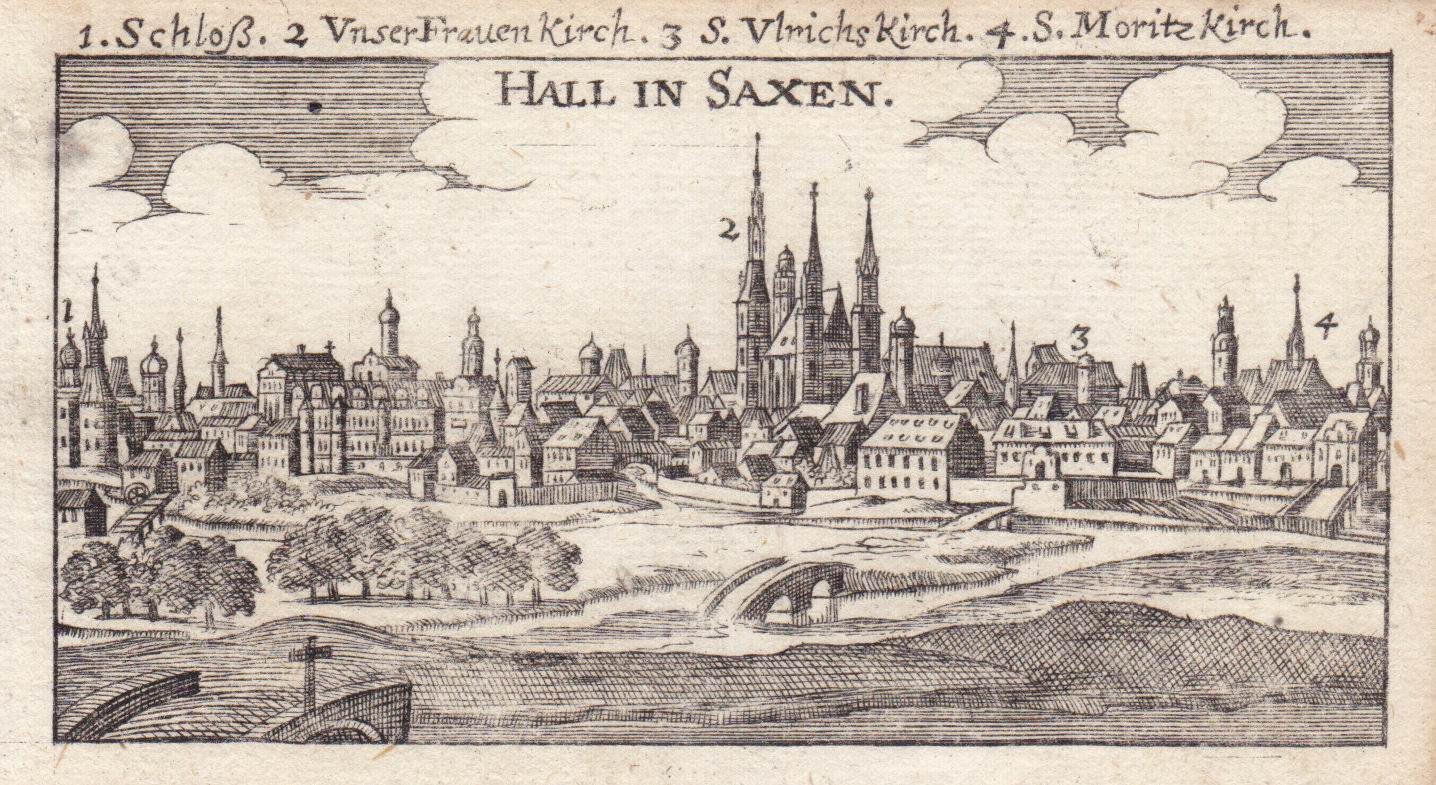
할레, 구리 에칭, 1686년

어린 시절 헨델은 할레의 김나지움에 다녔다고 전해지는데, 그곳의 교장인 요한 프레토리우스는 열렬한 음악가로 알려져 있었다. 헨델이 그곳에 얼마나 오래 머물렀는지는 알려지지 않았지만, 많은 전기 작가들은 헨델의 첫 번째 전기 작가인 존 메인웨어링의 헨델에 대한 묘사를 바탕으로 그가 아버지에 의해 학교에서 중퇴했다고 추측한다. 메인웨어링은 헨델의 어린 시절에 대한 거의 모든 정보(비록 적지만)의 출처이며, 그 정보의 상당 부분은 헨델의 친구이자 필사가인 J. C. 스미스 주니어로부터 얻었다. 스미스에게서 왔든 다른 곳에서 왔든, 메인웨어링은 종종 잘못된 정보를 전달한다. 헨델의 아버지가 어떤 음악 교육에도 단호하게 반대했다는 헨델의 초상화가 메인웨어링으로부터 나왔다. 메인웨어링은 게오르크 헨델이 헨델의 아주 어린 나이의 음악적 재능에 "놀라" "그것을 반대하기 위해 모든 조치를 취했다"고 썼는데, 여기에는 집안에 어떤 악기도 두지 못하게 하고 헨델이 악기가 있는 어떤 집에도 가지 못하게 하는 것이 포함되었다. 이것은 어린 헨델의 음악적 성향을 전혀 꺾지 못했다. 사실, 오히려 역효과를 냈다. 메인웨어링은 헨델의 비밀 다락방 스피넷 이야기를 전한다. 헨델은 "작은 클라비코드를 몰래 집 꼭대기 방으로 옮길 방법을 찾았다. 그는 가족이 잠들면 끊임없이 이 방으로 몰래 갔다". 존 호킨스와 찰스 버니 모두 이 이야기를 인정했지만, 셸쉐르는 거의 "믿을 수 없다"고 생각했으며 "시적 상상력"의 결과라고 보았다. 랭은 이를 헨델의 어린 시절을 둘러싼 입증되지 않은 "낭만적인 이야기" 중 하나로 간주한다. 그러나 헨델은 공식적인 음악 교육을 받을 수 있도록 바이센펠스에서 인상을 줄 만한 건반 악기 경험이 있어야 했다.

### 음악 교육
7세에서 9세 사이 어느 시점에 헨델은 아버지를 따라 바이센펠스로 갔고, 그곳에서 요한 아돌프 1세 공작의 눈에 띄게 되었다. 헨델은 그 후 평생 이 공작을 자신에게 은혜를 베푼 사람으로 여겼다. () 헨델은 어떻게든 성 삼위일체 궁정 예배당의 오르간 연주를 하게 되었고, 그의 연주로 모두를 놀라게 했다. 이 연주를 우연히 듣고 연주자의 어린 나이를 알아차린 공작은 헨델의 아버지 게오르크 헨델에게 헨델에게 음악 교육을 시킬 것을 권유했다. 공작의 권유는 무시할 수 없었다. 헨델의 아버지는 할레 교구 교회의 오르가니스트인 젊은 프리드리히 빌헬름 차호를 고용하여 헨델을 가르치게 했다. 차호는 헨델이 평생 유일하게 가르침을 받은 스승이었다. 교회 고용 때문에 차호는 푸가, 카논, 대위법에 몰두하는 "옛 스타일"의 오르가니스트였다. 그러나 그는 또한 유럽 전역의 음악 발전에 익숙했으며, 그의 자신의 작곡은 "새로운 협주곡적, 극적인 스타일을 포괄했다".
차호는 헨델의 재능을 발견하고 "자신이 소유한 방대한 독일 및 이탈리아 음악, 즉 성속 불문하고 여러 학파, 여러 스타일, 모든 거장의 성악 및 기악곡"을 헨델에게 소개했다. "헨델적"이라고 여겨지는 많은 특징들은 차호의 음악으로 거슬러 올라갈 수 있다. 동시에 헨델은 하프시코드 연습을 계속했고, 바이올린과 오르간을 배웠지만, 찰스 버니에 따르면 그의 특별한 애착은 오보에(hautbois)였다. 셸쉐르는 그가 어린 시절부터 이 악기에 몰두했던 것이 그가 오보에를 위해 작곡한 수많은 곡들을 설명한다고 추측한다.

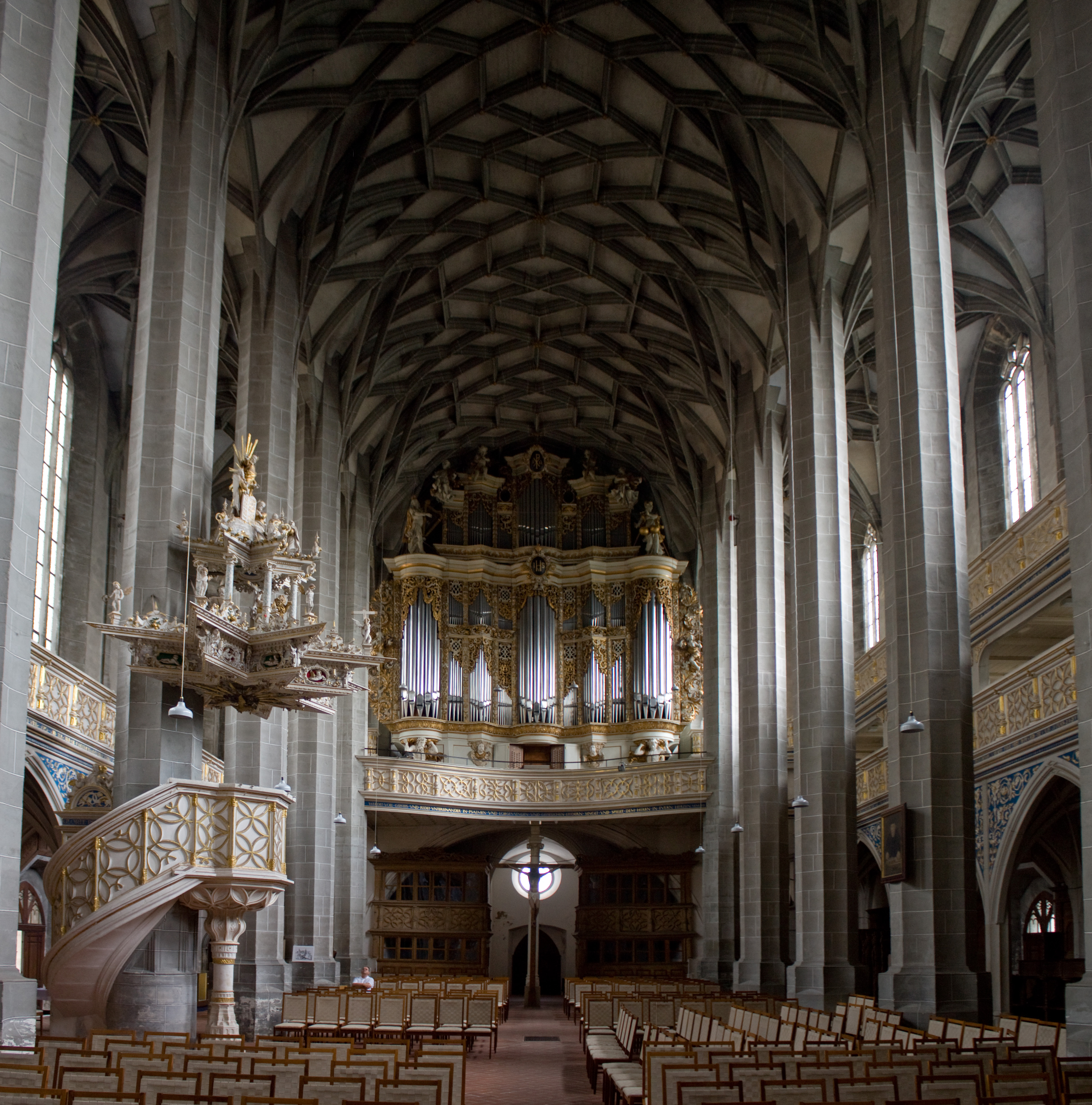
헨델이 세례를 받았고 프리드리히 차호와 헨델이 오르가니스트로 연주했던 할레의 마르크트키르헤 운저 리벤 프라우엔

작곡 교육과 관련하여, 헨델에게 전통적인 푸가와 칸투스 피르무스 작업을 하도록 한 것 외에도, 차호는 헨델의 조숙한 재능을 인식하고 그의 방대한 도서관에 있는 다양한 스타일과 걸작들을 체계적으로 헨델에게 소개했다. 그는 헨델에게 선별된 악보를 베끼도록 요구함으로써 이를 수행했다. "그 당시에는 악마처럼 글을 썼다"고 헨델은 나중에 회상했다.
이 사본의 대부분은 헨델이 평생 보관했던 공책에 기록되었다. 비록 지금은 사라졌지만, 이 공책은 차호가 헨델에게 공부하도록 시켰던 작품들이 무엇인지 이해할 수 있을 만큼 충분히 묘사되었다. 이 연습책에 주로 실린 작곡가들 중에는 푸가의 "옛 거장"이자 저명한 오르간 작곡가인 요한 크리거, 그의 스승 지롤라모 프레스코발디 이후 "남부 스타일"의 대표자이며 헨델이 나중에 모방했던 요한 카스파르 케를, 북스테후데와 바흐도 면밀히 연구했던 "국제주의자" 요한 야콥 프로베르거, 그리고 프랑스와 이탈리아 스타일의 혼합과 음악 형식의 종합이 헨델에게 영향을 미친 게오르크 무파트가 있었다.
메인웨어링은 이때 차호가 헨델에게 교회 업무 중 일부를 맡기기 시작했다고 썼다. 메인웨어링은 차호가 "자주" "교제와 즐거운 술잔" 때문에 자리를 비웠고, 따라서 헨델이 오르간을 자주 연주했다고 주장한다. 더욱이 메인웨어링에 따르면 헨델은 9살 때부터 성악과 기악을 위한 교회 예배 음악을 작곡하기 시작했으며, "그때부터 실제로 3년 연속 매주 예배 음악을 작곡했다"고 한다. 메인웨어링은 헨델의 이 삶의 장을 마무리하며 3, 4년이 지나자 헨델이 차호를 능가하게 되었고, 헨델이 "다른 자리를 간절히 원하게 되었다"고 결론짓는다. "베를린이 합의된 장소였다." 날짜나 순서에 대한 부주의(그리고 아마도 메인웨어링의 상상적인 해석)로 인해 이 기간은 혼란스럽다.

### 헨델 아버지 사망 후
헨델의 아버지는 1697년 2월 11일에 사망했다. 게오르크와 같은 상당한 시민을 위해 친구와 가족이 장례 오드를 작곡하는 것은 독일 관습이었다. 어린 헨델은 2월 18일자로 서명하고 (아버지의 소원에 따라) "자유 예술에 헌정"하는 시를 써서 의무를 다했다. 당시 헨델은 할레의 루터교 김나지움 또는 라틴 학교에서 공부하고 있었다.
메인웨어링은 헨델이 다음 해인 1698년에 베를린으로 여행했다고 기록한다. 그러나 이 날짜에 대한 메인웨어링의 권위가 문제되는 이유는 그가 헨델이 머무는 동안 헨델의 아버지가 "왕"과 연락하여 헨델에게 보조금을 지급하여 이탈리아로 보내겠다는 궁정의 제안을 거절했으며 그의 아버지는 "베를린에서 돌아온 후" 사망했다고 말하기 때문이다. 그러나 게오르크 헨델이 1697년에 사망했기 때문에, 여행 날짜 또는 헨델 아버지에 대한 메인웨어링의 진술 중 하나는 오류일 것이다. 초기 전기 작가들은 여행 연도를 1696년으로 만들고, 11세의 헨델에게 보호자가 필요했을 것이므로 헨델의 아버지 또는 가족 친구가 동행했다고 기록하면서, 왜 헨델의 아버지가 헨델이 변호사가 되기를 원하면서 음악을 직업으로 삼는 유혹에 더 빠지게 할 돈을 썼는지에 대해 의아해했다. 예를 들어 셸쉐르는 헨델이 11세에 베를린으로 여행하여 보논치니와 아틸리오 아리오스티를 만난 후 아버지의 지시로 돌아왔다고 기록한다. 그러나 아리오스티는 헨델 아버지가 사망하기 전에 베를린에 없었고, 헨델은 1702년 이전에 베를린에서 보논치니를 만날 수 없었다. 현대 전기 작가들은 대부분 신뢰할 수 있는 이전 권위자들이 동의하므로 1698년을 인정하고, 메인웨어링이 여행 중에 일어났다고 말한 내용을 할인하거나, 메인웨어링이 베네치아에 대한 헨델의 나중 여행과 마찬가지로 베를린 방문을 두 번 이상 혼동했다고 가정한다.

### 대학교
아마도 아버지와의 약속을 이행하기 위해서였거나 단순히 자신을 "자유 예술에 헌신하는 사람"으로 여겼기 때문에, 1702년 2월 10일 헨델은 할레 대학교에 입학했다. 그 대학은 최근에 설립되었다. 1694년 브란덴부르크 선제후 프리드리히 3세(이후 프로이센 왕 프리드리히 1세)는 라이프치히에서 자유주의적인 견해로 추방된 법학자 크리스티안 토마시우스에게 강연할 자리를 제공하기 위해 이 학교를 설립했다. 헨델은 거의 확실히 강의를 들었음에도 불구하고 법학과에 등록하지 않았다. 토마시우스는 독일 학자 최초로 독일어로 강의하고 마녀 재판을 비난했던 지식인이자 학술 운동가였다. 랭은 토마시우스가 헨델에게 "인간 정신의 존엄과 자유, 법의 장엄한 위엄에 대한 존경심"을 심어주었다고 믿으며, 이 원칙들이 그를 반세기 동안 영국에 머물게 했을 것이라고 본다. 헨델은 또한 그곳에서 신학자이자 동양어 교수인 아우구스트 헤르만 프랑케를 만났는데, 그는 특히 어린이, 특히 고아들에게 지대한 관심을 가졌다. 그가 설립한 고아원은 독일의 모범이 되었고, 헨델이 런던의 파운들링 병원에 메시아의 권리를 할당했을 때 그의 자선적 충동에 영향을 주었음이 분명하다.

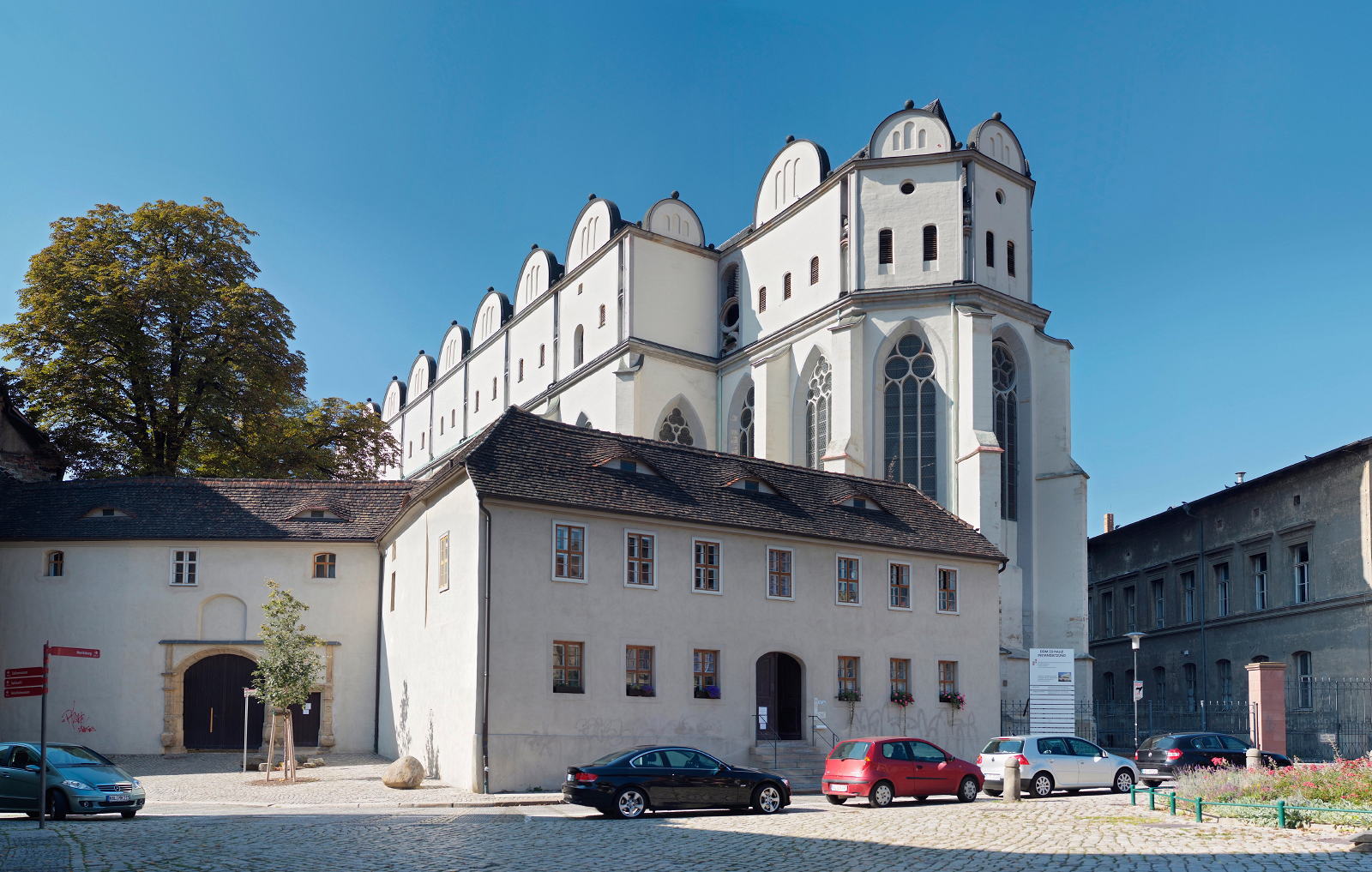
할레 대성당

대학교 교육을 시작한 직후, 헨델은 (루터교도였음에도 불구하고) 1702년 3월 13일 할레의 칼뱅주의 대성당, 돔키르헤의 오르가니스트 직책을 수락하며, 그가 조수로 활동했던 J. C. 레포린의 후임이 되었다. 1년 시용직이었던 이 직책은 그가 차호에게서 받은 기초를 보여주는데, 교회 오르가니스트이자 칸토르는 매우 명망 높은 직책이었다. 그 대가로 그는 연 5탈러와 허름한 모리츠부르크 성의 숙소를 받았다.
이 무렵 헨델은 텔레만과 알게 되었다. 헨델보다 4살 위인 텔레만은 라이프치히에서 법학을 공부하며 칸토어 요한 쿠나우 (그곳의 토마스교회에서 바흐의 전임자)를 돕고 있었다. 텔레만은 40년 후 마테존의 "그룬트라게" 자서전에서 이렇게 회상했다: "뛰어난 요한 쿠나우의 글은 푸가와 대위법에서 나의 모델이 되었다; 그러나 선율 운동을 만들고 검토하는 데 헨델과 나는 끊임없이 몰두했으며, 자주 서로를 방문하고 편지도 주고받았다."

### 할레 작곡
메인웨어링은 헨델이 차호의 조수였을 때와 돔키르헤의 시보 오르가니스트로서 매주 작곡했으며, 그의 의무 중 일부는 적절한 음악을 제공하는 것이라고 기록했지만, 그의 할레 시대 성악 작품은 현재로서는 확인할 수 없다. 그러나 마테존은 할레에서 작곡된 헨델의 교회 칸타타에 대한 자신의 견해를 요약했다: "그 당시 헨델은 매우, 매우 긴 아리아와 순전히 끝없는 칸타타를 작곡했는데, 그것들은 적절한 재주나 정확한 취향은 없었지만, 화성 면에서는 완벽했다."
초기 실내악 작품들은 존재하지만, 헨델의 할레 시대에 그 어느 것도 정확히 연대를 알 수 없다. 많은 역사가들은 최근까지 크리산더의 의견을 따라 두 대의 오보에와 통주저음을 위한 6개의 삼중 소나타를 그의 첫 알려진 작곡으로 지정했는데, 이는 1696년(헨델이 11살 때)에 작곡된 것으로 추정된다. 랭은 사본의 필사된 날짜(1700년)와 양식적 고려 사항을 바탕으로 이 연대 지정에 의문을 제기한다. 랭은 이 작품들이 "코렐리 학파의 정제된 소나타 양식에 대한 철저한 이해"를 보여주며 "형식적 안정성과 짜임새의 깨끗함"이 특징이라고 썼다. 크리스토퍼 호그우드는 모든 오보에 삼중 소나타가 위작이라고 생각하며, 심지어 일부 악구는 오보에로 연주할 수 없다고 주장한다. 진정한 필사본이 존재하지 않고 헨델이 이 작품들의 어떤 자료도 재활용하지 않았다는 사실은 그 진위를 의심스럽게 만든다. 다른 초기 실내악 작품들은 1724년 암스테르담에서 작품 1로 출판되었지만, 어떤 작품이 원형 그대로의 초기 작품이고 어떤 작품이 헨델에 의해 나중에 재작업된 것인지 (그의 빈번한 관행) 구별하는 것은 불가능하다.

## 함부르크에서 이탈리아까지

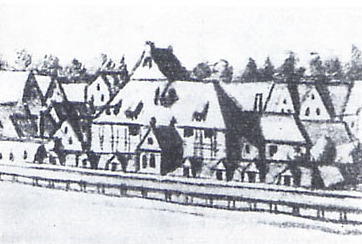
1726년 헨델이 음악가로 활동했던 함부르크의 오페르 암 겐제마르크트

헨델의 돔키르헤 수습직은 1703년 3월에 만료되었다. 7월까지 헨델은 함부르크에 있었다. 그가 이사에 대한 설명을 남기지 않았기 때문에 전기 작가들은 나름의 추측을 내놓았다.
도널드 버로스는 베를린 여행에 대한 메인웨어링의 혼란스러운 연대기를 푸는 것이 해답이라고 믿는다. 버로스는 이 여행을 1702년 또는 1703년(아버지의 사망 후)으로 보았고, 헨델이 베를린 궁정의 "친구이자 친척"을 통해 이탈리아에서의 음악 교육 지원 제안(돌아오면 궁정 음악가가 될 것이라는 암묵적인 이해와 함께)을 거절했기 때문에 헨델은 브란덴부르크-프로이센 내에서 (음악가, 변호사 등) 특혜를 기대할 수 없었다고 결론 내렸다. 그가 세속적이고 극적인 음악에 매료되었기 때문에 (이탈리아인 보논치니와 아틸리오 아리오스티를 만나고 텔레만의 영향을 받아) 오페라단이 확립된 자유 도시 함부르크가 논리적인 선택이었다는 것이다.
그러나 헨델이 오페라의 중심지인 이탈리아로 왕의 제안을 거절한 이유에 대한 의문은 남아 있다. 랭은 토마시우스의 가르침에 영향을 받은 헨델의 성격상 누구에게도, 심지어 왕에게도 종속될 수 없었다고 제안한다. 랭은 헨델을 자신을 사회적 하급자로 여기게 하는 계급 차별을 받아들일 수 없는 사람으로 본다. "헨델이 갈망했던 것은 지방적인 환경에서 벗어나 문화적인 삶을 살 수 있는 개인적인 자유였다." 버로스는 헨델이 아버지처럼 자신을 궁정 하인으로 여기지 않고 왕실(및 귀족)의 은혜를 받아들일 수 있었다고 지적한다. 따라서 어머니의 재정적 어려움을 고려할 때, 헨델은 스스로를 부양하면서 경험을 쌓기 위해 함부르크로 떠났다.
1703년, 그는 함부르크 오페르 암 겐제마르크트 오케스트라에서 바이올리니스트 겸 하프시코드 연주자 자리를 수락했다. 그곳에서 그는 작곡가 요한 마테존, 크리스토프 그라우프너 및 라인하르트 카이저를 만났다. 헨델의 첫 두 오페라인 알미라와 네로는 1705년에 제작되었다. 그는 1708년에 공연된 두 편의 다른 오페라인 다프네와 플로린도를 제작했다.
메인웨어링에 따르면, 1706년에 헨델은 페르디난도 데 메디치의 초청으로 이탈리아로 여행했다. (다른 자료에 따르면 헨델은 1703~04년 함부르크에서 만났던 잔 가스토네 데 메디치의 초청을 받았다.) 오페라에 깊은 관심을 가졌던 페르디난도는 당대 최고의 인재들을 유치하여 피렌체를 이탈리아 음악의 수도로 만들려고 노력했다. 이탈리아에서 헨델은 나중에 공동 작업하게 될 대본가 안토니오 살비를 만났다. 헨델은 로마로 떠났고, 교황령에서는 오페라가 (일시적으로) 금지되었기 때문에 로마 성직자들을 위한 성악곡을 작곡했다. 그의 유명한 딕시트 도미누스 (1707년)는 이 시대의 작품이다. 그는 또한 나폴리 왕국의 가장 영향력 있는 후원자 중 한 명인 오로라 산세베리노 공작부인(메인웨어링이 "돈나 로라"라고 불렀던)과 추기경 피에트로 오토보니, 베네데토 팜필리, 카를로 콜론나의 궁정 음악회에서 파스토랄 스타일의 칸타타를 작곡했다. 두 편의 오라토리오인 라 레주레지오네와 일 트리온포 델 템포는 각각 1709년과 1710년에 루스폴리와 오토보니를 위한 개인적인 자리에서 제작되었다. 그의 첫 번째 이탈리아어 오페라인 로드리고는 1707년 피렌체의 코코메로 극장에서 제작되었다. 아그리피나는 1709년 베네치아의 산 조반니 크리소스트모 극장에서 처음으로 제작되었는데, 이 극장은 그리마니 가문이 소유하고 있었다. 추기경 빈첸초 그리마니의 대본으로 제작된 이 오페라는 27일 연속으로 상연되었다. 관객들은 그의 스타일의 웅장함과 숭고함에 놀라움을 금치 못했으며, 일 카로 사소네(Il caro Sassone, "사랑스러운 작센인" - 헨델의 독일 출신을 언급하며)를 환호했다.

## 런던에서

### 도착

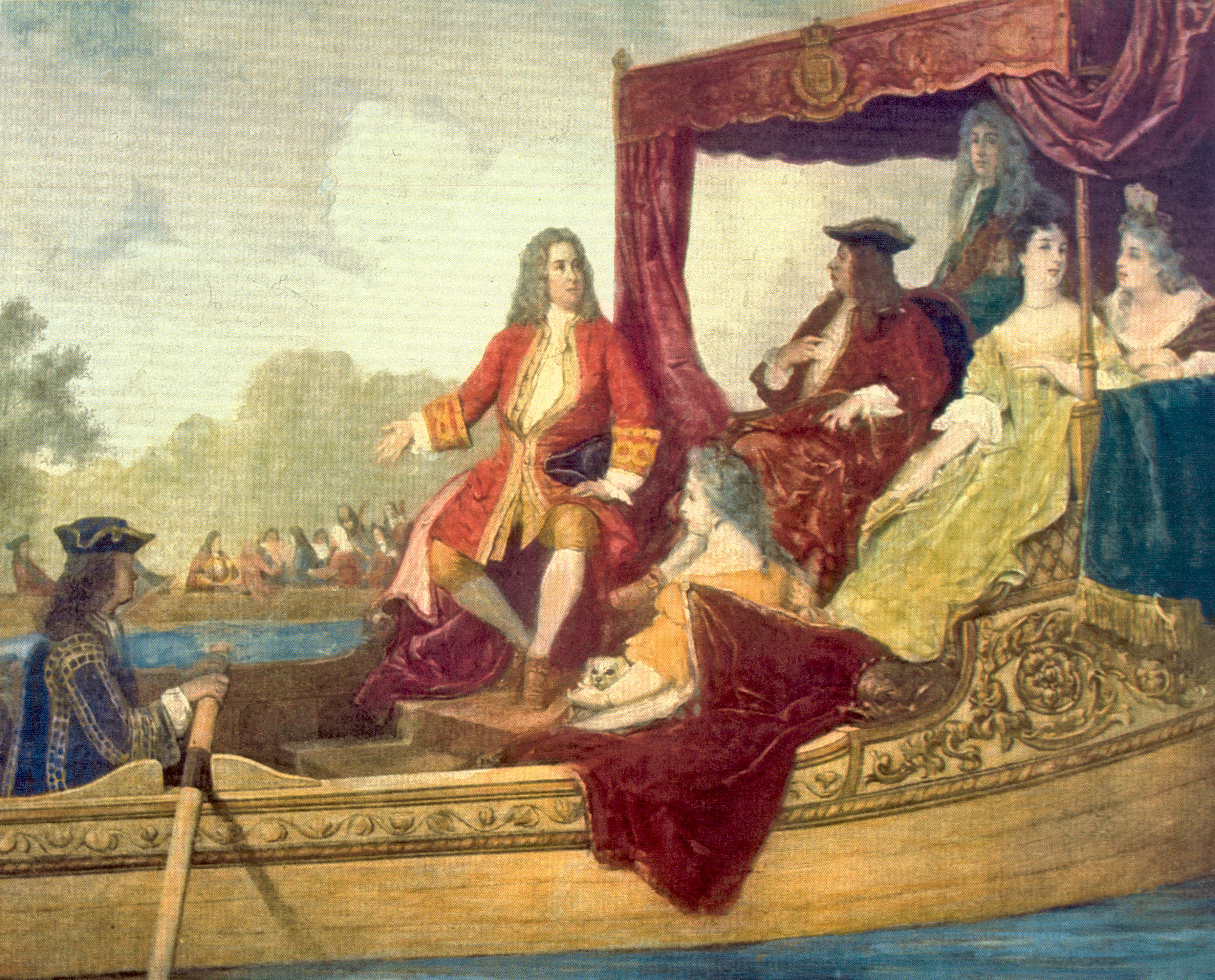
에두아르 하만(1819~88)의 1717년 7월 17일, 템스강 위에서 헨델(중앙)과 조지 1세

1710년 6월 헨델은 독일 왕자 조지, 하노버 선제후의 카펠마이스터가 되었지만, 그 해 말에 떠났다. 그는 또한 베네치아의 전 대사 찰스 몬태규의 초청으로 영국을 방문했을 가능성이 높다. 그는 런던으로 가는 길에 아나 마리아 루이자 데 메디치와 그녀의 남편을 뒤셀도르프에서 방문했다. 이탈리아 시인 토르콰토 타소의 해방된 예루살렘을 바탕으로 한 그의 오페라 리날도는 이전 이탈리아 작품들에서 많은 부분을 차용하여 빠르게 작곡되었음에도 불구하고 큰 성공을 거두었다. 이 작품에는 헨델이 가장 좋아하는 아리아 중 하나인 '카라 스포사, 아마테 카라'와 유명한 '나를 울게 하소서'가 포함되어 있다.
헨델은 누이의 결혼식과 조카딸의 세례식에 참석하기 위해 두 번 할레로 돌아갔지만, 1712년 영국에 영구적으로 정착하기로 결정했다. 1713년 여름, 그는 서리 주 반 엘름스에 있는 매튜 앤드류스 씨의 저택에 살았다. 그는 1713년에 처음 공연된 유트레히트 테 데움과 주빌라테를 작곡한 후 앤 여왕으로부터 연간 200파운드의 수입을 받았다.
그의 가장 중요한 후원자 중 한 명은 3대 벌링턴 백작이자 4대 코크 백작으로, 영국-아일랜드 귀족 가문의 젊고 매우 부유한 구성원이었다. 벌링턴 경의 저택에 살면서 헨델은 아마디기 디 가울라를 작곡했는데, 이것은 앙투안 우다르 드 라 모트의 비극을 바탕으로 한 곤경에 빠진 아가씨에 관한 "마법" 오페라였다.
일관된 구조로서의 오페라 개념은 헨델의 상상력을 사로잡는 데 더디었고 그는 5년 동안 오페라를 작곡하지 않았다. 1717년 7월, 헨델의 수상 음악은 조지 1세 왕과 그의 손님들을 위해 템스강에서 세 번 이상 연주되었다. 이 작곡은 헨델이 하노버 직위를 버린 것에 화가 난 것으로 알려진 헨델과 왕 사이의 화해를 촉진했다고 전해진다.

### 캐넌스에서 (1717–19)
1717년, 헨델은 미들섹스의 캐넌스에서 하우스 작곡가가 되었고, 그곳에서 그는 챈도스 앤섬에서 미래의 합창곡의 초석을 놓았다. 로맹 롤랑은 이 앤섬(또는 시편)이 헨델의 오라토리오에 대해 이탈리아 칸타타가 그의 오페라에 대해 그러했던 것과 거의 같은 방식으로 "더 기념비적인 작품의 훌륭한 스케치"였다고 썼다. 그가 제1대 챈도스 공작을 위해 쓴 또 다른 작품은 아시스와 갈라테아였는데, 헨델의 생애 동안 그의 가장 많이 연주된 작품이었다. 윈턴 딘은 "음악이 숨을 고르고 기억을 흔든다"고 썼다.
1719년에 챈도스 공작은 작곡가의 중요한 후원자 중 한 명이자 그의 새로운 오페라 회사인 왕립 음악 아카데미의 주요 후원자가 되었다. 그러나 챈도스가 1720년에 역사상 가장 큰 금융 재앙 중 하나였던 남해 거품 붕괴로 막대한 돈을 잃은 후 그의 후원은 줄어들었다. 헨델 자신은 1716년에 남해회사 주가가 낮았을 때 투자했으며 1720년 "거품"이 터지기 전에 주식을 팔았다. 1720년 헨델은 노예 무역 로열 아프리칸 컴퍼니 (RAC)에 투자했는데, 그의 후원자(챈도스 공작은 RAC의 주요 투자자 중 한 명이었다)의 발자취를 따른 것이다. 음악사학자 데이비드 헌터가 언급했듯이, 왕립 음악 아카데미의 후원자 및 투자자의 32퍼센트 또는 그들의 가까운 가족 구성원 또한 RAC에 투자하고 있었다.

### 왕립 음악 아카데미 (1719–34)

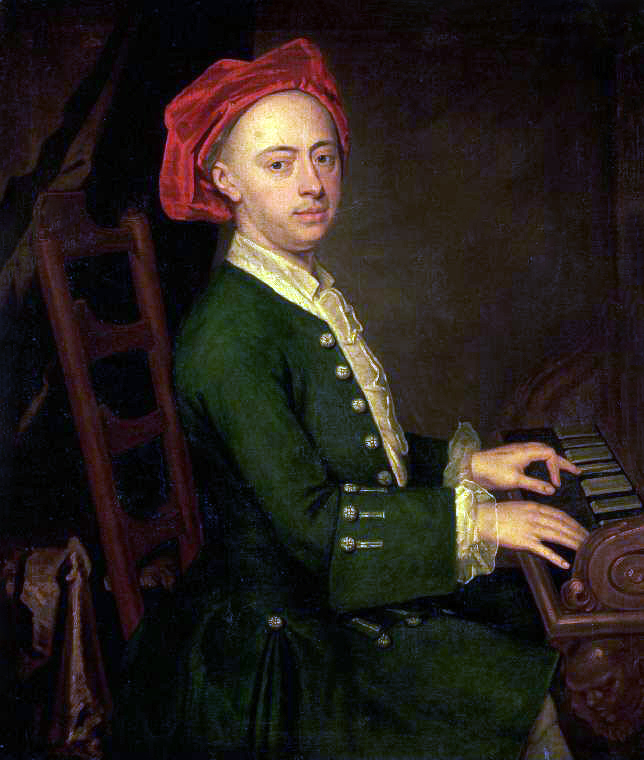
제임스 손힐의 헨델의 챈도스 초상화, c. 1720년경. 케임브리지 대학교 피츠윌리엄 박물관 소장.

1719년 5월, 1대 뉴캐슬 공작이자 로드 체임벌린은 헨델에게 새로운 가수들을 찾으라고 명령했다. 헨델은 새로 지어진 오페라 극장에 참석하기 위해 드레스덴으로 여행했다. 그는 안토니오 로티의 <테오파네>를 보았고, 왕립 음악 아카데미에 출연진을 고용했다. 이 아카데미는 귀족 그룹이 바로크 오페라 또는 오페라 세리아의 지속적인 공급을 보장하기 위해 설립한 것이었다. 헨델은 할레의 동료 학생이었던 존 스미스와 그의 아들 요한 크리스토프 슈미트를 그의 비서이자 필사가로 초빙했을 수도 있다. 1723년까지 그는 조지아 양식 건물인 25 브룩 스트리트로 이사하여 평생 그곳을 임대했다. 그가 연습하고, 음악을 베끼고, 표를 팔았던 이 집은 현재 헨델 하우스 박물관이다. 1724년과 1725년 사이 12개월 동안 헨델은 줄리오 체사레, 타메를라노, 로델린다 등 세 편의 성공적인 오페라를 작곡했다. 헨델의 오페라는 Svegliatevi nel core와 같은 다 카포 아리아로 가득 차 있다. 시레테 벤티(Silete venti)를 작곡한 후 그는 오페라에 집중하고 칸타타 작곡을 중단했다. 영국 근위척탄병대의 느린 행진곡이 유래한 스키피오는 파우스티나 보르도니의 도착을 기다리는 동안 임시방편으로 공연되었다.
1727년, 헨델은 조지 2세 국왕의 대관식을 위한 네 곡의 앤섬을 작곡하라는 의뢰를 받았다. 이 중 하나인 제사장 사독은 그 이후 모든 영국 대관식에서 연주되었다. 제사장 사독의 가사는 흠정역 성경에서 가져왔다. 1728년, 존 게이의 거지의 오페라는 헨델이 런던에서 대중화시킨 이탈리아 오페라를 비웃는 내용으로, 링컨스 인 필즈 극장에서 초연되어 당시 연극 역사상 최장기 공연인 62회 연속 공연을 기록했다. 9년 후 왕립 음악 아카데미는 기능을 멈췄지만, 헨델은 곧 새로운 회사를 시작했다.
하이에 있는 여왕 극장 (현재는 히스 매제스티스 극장)은 건축가이자 극작가인 존 밴브루에 의해 1705년에 설립되었는데, 빠르게 오페라 극장이 되었다. 1711년에서 1739년 사이에 헨델의 오페라 25편 이상이 그곳에서 초연되었다. 1729년, 헨델은 존 제임스 하이데거와 함께 극장의 공동 경영자가 되었다.
헨델은 새로운 가수들을 고용하기 위해 이탈리아를 여행했고, 코믹 걸작인 파르테노페와 "마법" 오페라인 오를란도를 포함한 7개의 오페라를 더 작곡했다. 두 편의 상업적으로 성공적인 영어 오라토리오 에스더와 데보라 이후, 그는 다시 남해회사에 투자할 수 있었다. 헨델은 자신의 <아시스와 갈라테아>를 재작업하여 지금까지 가장 성공적인 작품으로 만들었다. 헨델은 요한 아돌프 하세, 니콜로 포르포라, 유명한 카스트라토 파리넬리와 같은 음악가들을 고용했던 귀족 오페라와 경쟁하지 못했다. 웨일스 공 프레더릭의 강력한 지원은 왕실 가족 내 갈등을 야기했다. 1734년 3월, 헨델은 프린세스 로열 앤을 위한 결혼 축가 '주께서 만드신 오늘'과 세레나타 '파르나소 인 페스타'를 작곡했다.

그 당시 귀족 오페라가 그에게 문제를 야기하고 있었음에도 불구하고, 브룩 스트리트의 헨델 이웃인 메리 델라니는 헨델을 1734년 4월 12일 그녀의 집에서 열린 파티에 초대했을 때 그가 기분이 좋았다고 전했다:
레이디 리치와 그녀의 딸, 레이디 캐스. 한머와 그녀의 남편, 퍼시벌 부부, 존 스탠리 경, 내 오빠, 도넬란 부인, 스트라다 (헨델 오페라의 주연 소프라노), 그리고 쿠트 씨가 있었다. 샤프츠버리 경은 퍼시벌 씨에게 헨델 씨 (그도 여기에 있었다)를 데려오라고 간청했고, 헨델 씨의 공언된 친구였기 때문에 허락되었다. 나는 오페라에서 이렇게 잘 즐긴 적이 없었다! 헨델 씨는 세상에서 가장 기분이 좋았고, 7시부터 11시까지 레슨을 연주하고 스트라다와 노래하는 모든 숙녀들을 반주했다. 나는 그들에게 차와 커피를 주었고, 9시 반쯤 따뜻한 화이트 와인과 비스킷을 곁들인 초콜릿 쟁반이 들어왔다. 모두가 편안해 보였고 만족스러워 보였다.

### 코번트 가든 오페라 (1734–41)

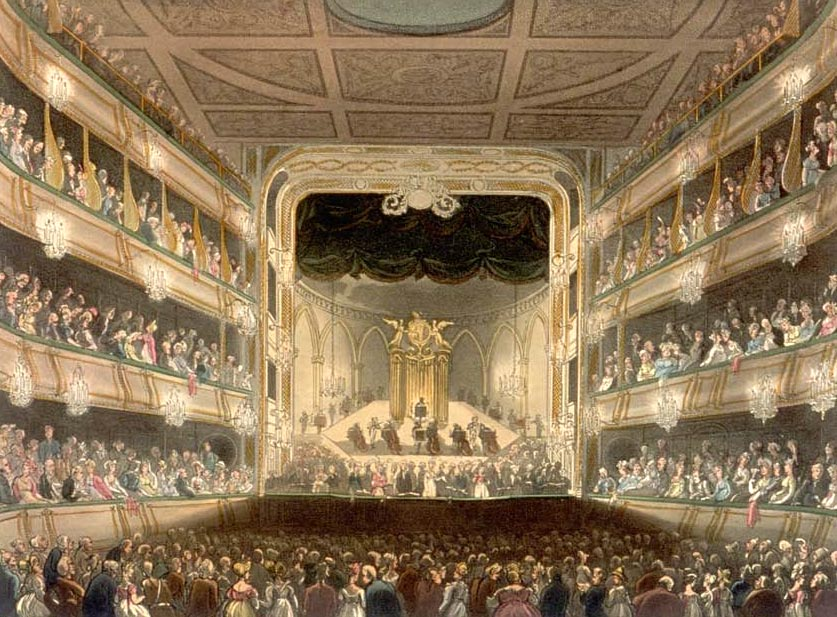
1808년 런던 코번트 가든 극장 내부의 에칭

1733년, 에식스 백작은 다음과 같은 문구가 담긴 편지를 받았다: "헨델은 너무나 독재적인 군주가 되어 도시가 불평하고 있다." 주요 투자자 이사회는 헨델이 계약이 끝나면 은퇴할 것으로 예상했지만, 헨델은 즉시 다른 극장을 찾았다. 존 리치와 협력하여 그는 코번트 가든 극장에 세 번째 회사를 설립했다. 리치는 그의 화려한 제작으로 유명했다. 그는 헨델에게 작은 합창단을 사용하고 마리 살레의 춤을 도입할 것을 제안했고, 헨델은 마리 살레를 위해 테르프시코레를 작곡했다. 1735년, 그는 막간에 오르간 협주곡을 도입했다. 헨델은 처음으로 조아키노 콘티가 자신의 파트를 배울 시간이 없었음에도 불구하고 아리아를 대체하는 것을 허용했다. 재정적으로는 아리오단테가 실패했지만, 그는 각 막 끝에 발레 모음곡을 도입했다. 마법적 내용을 담은 그의 마지막 오페라인 알치나와 존 드라이든의 알렉산더의 향연을 바탕으로 한 알렉산더의 향연 또는 음악의 힘에는 안나 마리아 스트라다 델 포와 존 비어드가 출연했다.
1737년 초 그는 아르미니오와 주스티노를 제작하고 베레니체를 완성했으며, 파르테노페를 다시 공연하고 일 파르나소 인 페스타, 알렉산더의 향연, 그리고 3월 23일에 초연된 개정판 시간과 진실의 승리를 계속했다. 4월에 헨델은 경미한 뇌졸중 또는 류마티스성 마비로 인해 오른손과 팔에 일시적인 마비가 왔다. 잠시 회복 징후를 보인 후 5월에 재발하여 정신 능력도 함께 악화되었다. 그는 존 프레데릭 람페와 강한 경쟁을 벌였다. 원틀리의 용은 1737년 5월 16일 런던 하이에 있는 리틀 시어터에서 처음 공연되었다. 이 작품은 이탈리아 오페라 세리아의 패러디였다.
1737년 가을, 지친 헨델은 마지못해 의사들의 조언을 따랐고 9월에 로열 턴브리지 웰스, 엑스라샤펠 (부르샤이트)의 온천 마을에서 요양했다. 그의 "장애"의 모든 증상은 11월까지 사라졌다. 크리스마스 이브에 헨델은 파라몬도의 악보를 완성했지만, 작곡은 캐롤라인 여왕 장례식 앤섬에 의해 중단되었다. 성탄절 다음날 그는 헨델이 작곡한 유일한 코믹 오페라인 세르세의 작곡을 시작했으며 엘리자베트 뒤파르크와 함께 작업했다.
하프와 오르간 협주곡 (HWV 294)과 알렉산더의 향연은 1738년 존 월시에 의해 출판되었다. 그는 찰스 클레이가 만든 파이프 오르간이 있는 뮤지컬 시계를 위한 음악을 작곡했다. 이 시계는 게리트 브람캄프가 구입했고 2016년에 위트레흐트의 스펠클록 박물관이 인수했다. 데이아다미아, 그의 마지막 오페라로, 홀더니스 백작과의 공동 제작은 1741년에 세 번 공연되었다. 헨델은 오페라 사업을 포기했고, 그의 영어 오라토리오로 더 큰 성공을 거두었다.

### 오라토리오
시간과 진실의 승리, 알레고리, 헨델의 첫 오라토리오는 1707년 이탈리아에서 작곡되었고, 이어서 성경 자료를 사용한 라 레주레지오네가 1708년에 작곡되었다. 에스더와 그 첫 공연(아마도 1718년)에 대한 상황은 불분명하다. 또 다른 12년이 지나서 해적 행위로 인해 그는 다시 에스더를 다시 시작하게 되었다. 세 번의 이전 공연은 대중에게 소개하려는 아이디어를 자연스럽게 촉발시킬 만큼 큰 관심을 불러일으켰다. 다음으로 대관식 앤섬의 영향을 강하게 받은 데보라와 그의 세 번째 영어 오라토리오인 아탈리아가 나왔다. 이 세 오라토리오에서 헨델은 후기 오라토리오의 특징이 되는 합창단의 전통적인 사용을 위한 토대를 마련했다. 헨델은 자신감을 얻고, 표현에 있어서 더 넓어졌으며, 작곡에 있어서 더 다양해졌다.
그가 아르칸젤로 코렐리에게서 악기 작법을, 알레산드로 스카를라티에게서 독창곡 작법을 얼마나 많이 배웠는지 분명하지만, 그에게 합창곡 작법을 가르쳐준 단일 작곡가는 없다. 헨델은 점점 더 이탈리아 독창자를 영국 독창자로 대체하는 경향을 보였다. 이러한 변화의 가장 중요한 이유는 그의 오페라에서 줄어드는 재정적 수익 때문이었다. 따라서 오라토리오의 미래 공연을 지배할 전통이 만들어졌다. 공연은 의상과 연기 없이 진행되었으며, 가수들은 자신의 옷을 입고 출연했다.
1736년, 헨델은 알렉산더의 향연을 제작했다. 존 비어드는 처음으로 헨델의 주요 가수 중 한 명으로 출연했으며, 헨델의 남은 생애 동안 그의 영구적인 테너 독주자가 되었다. 이 작품은 큰 성공을 거두었고, 헨델이 이탈리아 오페라 작곡에서 영어 합창곡으로 전환하는 계기가 되었다. 사울에서 헨델은 찰스 제넨스와 협력하여 세 개의 트롬본, 카리용, 그리고 특대형 군용 팀파니 (런던 런던탑에서 가져온)를 실험하여 "...정말 시끄러울 것이다"라고 확신했다. 1739년 작인 <사울>과 이집트의 이스라엘은 모두 위대한 성숙한 오라토리오의 목록에 있으며, 이 작품들에서 다 카포 아리아는 예외적인 것이 되었고 규칙이 아니었다. <이집트의 이스라엘>은 캐롤라인 여왕 장례식 앤섬에서 차용한 합창곡 외에는 거의 없다. 다음 작품들에서 헨델은 방향을 바꿨다. 이 작품들에서 그는 오케스트라와 독주자들의 효과에 더 큰 비중을 두었고, 합창단은 배경으로 물러났다. <즐거운 자와 생각하는 자, 그리고 절도 있는 자>는 다소 유쾌한 성격을 띠고 있으며, 작품은 가볍고 신선하다.
1741년 여름, 3대 데번셔 공작은 지역 병원을 돕기 위한 자선 음악회를 위해 헨델을 아일랜드 왕국의 수도인 더블린으로 초청했다. 1741년 8월 22일부터 9월 14일 사이에 런던에서 작곡된 헨델의 메시아는 1742년 4월 13일 더블린 피셤블 스트리트의 닐스 뮤직 홀에서 처음 연주되었는데, 성 패트릭 대성당과 크라이스트처치 대성당의 연합 합창단에서 26명의 소년과 5명의 남자가 참여했다. 헨델은 독주자와 합창단 사이의 균형을 이뤘는데, 이는 그가 결코 능가할 수 없었던 수준이었다. 1746년과 1747년, 헨델은 자코바이트에 대한 영국 군주의 승리를 기념하는 일련의 군사 오라토리오인 유다스 마카베우스, 조슈아, 알렉산더 발루스를 작곡했다. 1747년 헨델은 그의 오라토리오 알렉산더 발루스를 작곡했다. 이 작품은 1748년 3월 23일 런던 코번트 가든 극장에서 초연되었으며, 아리아 '들어라! 들어라! 그가 황금 리라를 친다'에는 만돌린, 하프, 바이올린, 비올라, 첼로의 반주를 썼다. 그의 또 다른 영어 오라토리오인 솔로몬은 1749년 3월 17일 코번트 가든 극장에서 초연되었다. 솔로몬의 텍스트는 영국의 유대인 시인이자 극작가인 모세 멘데스가 현명한 왕 솔로몬의 성경 이야기를 바탕으로 쓴 것으로 추정된다. 솔로몬에는 3막에 두 대의 오보에와 현악기를 위한 짧고 활기찬 기악 악구가 포함되어 있는데, "시바 여왕의 도착"으로 알려져 있다.
영어 독창자들의 사용은 삼손의 첫 공연에서 최고조에 달했다. 이 작품은 매우 연극적이다. 그의 후기 오라토리오에서 합창단의 역할은 점점 더 중요해졌다. 젭타는 1752년 2월 26일에 초연되었다. 비록 그의 마지막 오라토리오였지만, 그의 이전 작품들 못지않은 걸작이었다.

## 말년

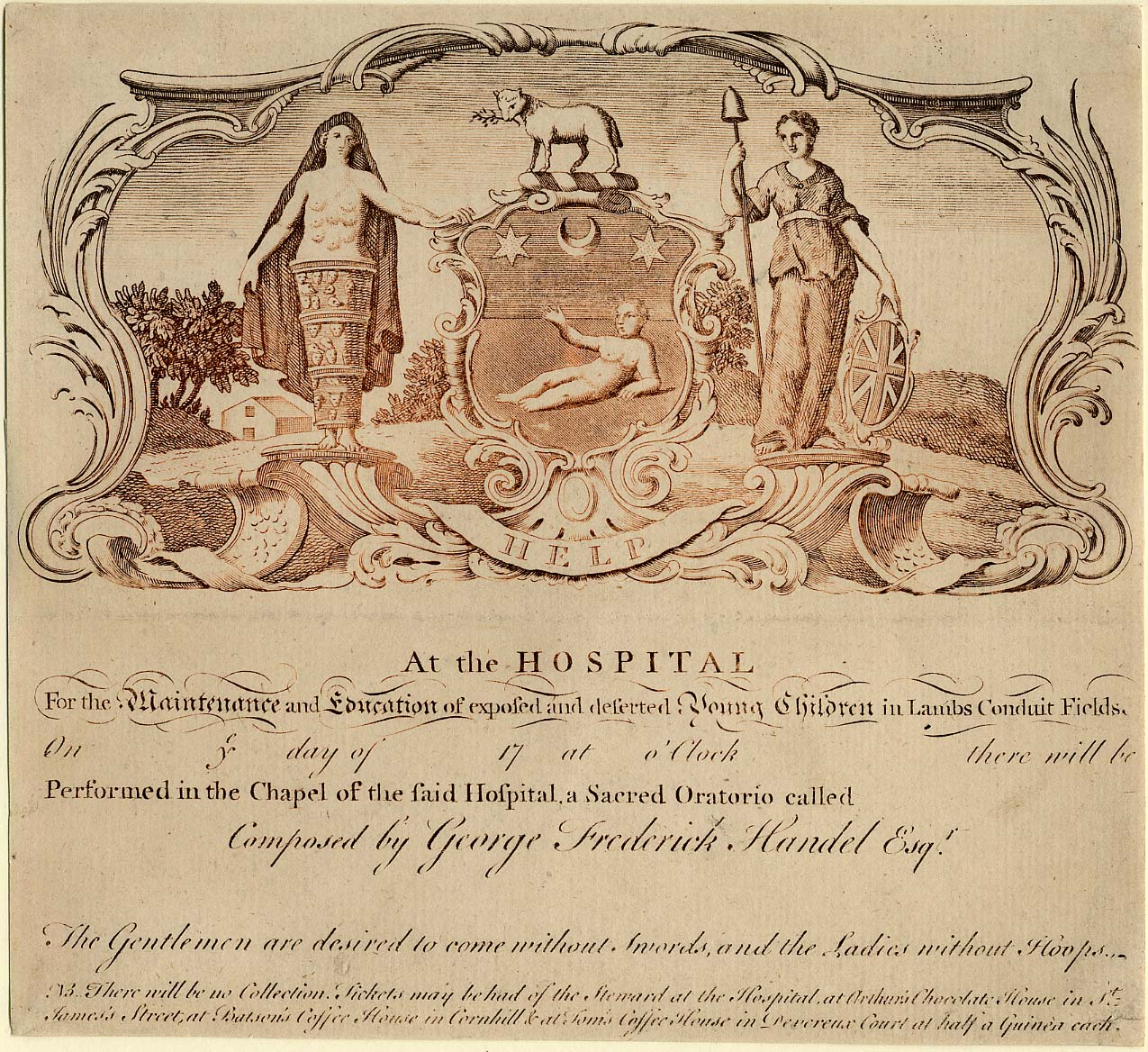
1750년 5월 파운들링 병원 공연의 미완성 입장권, 병원 문장 포함

1749년, 헨델은 왕궁의 불꽃놀이 음악을 작곡했다. 첫 공연에는 12,000명의 사람들이 참석했다. 1750년, 그는 런던의 아동 보호 시설인 파운들링 병원에 기부하기 위해 메시아 공연을 주선했다. 이 공연은 큰 성공을 거두었으며, 그의 생애 내내 계속된 연례 콘서트로 이어졌다. 그의 후원에 대한 인정으로, 헨델은 첫 콘서트 다음 날 병원의 이사가 되었다. 그는 사망 시 메시아 사본을 이 기관에 유증했다. 파운들링 병원과의 그의 관계는 오늘날 런던의 파운들링 박물관에서 영구 전시되어 있으며, 이 박물관은 제럴드 코크 헨델 컬렉션도 소장하고 있다. 파운들링 병원 외에도 헨델은 궁핍한 음악가와 그 가족을 돕는 자선 단체에도 기부했다.
1750년 8월, 독일에서 런던으로 돌아오는 길에 헨델은 네덜란드의 헤이그와 하를럼 사이에서 마차 사고로 심하게 다쳤다. 1751년, 한쪽 눈이 실명되기 시작했다. 원인은 백내장이었는데, 위대한 사기꾼 슈발리에 테일러가 수술했다. 이것은 그의 시력을 개선시키지 못했고 오히려 악화시켰을 수도 있다. 그는 1752년에는 완전히 실명했다. 그는 1759년 74세의 나이로 브룩 스트리트 자택에서 사망했다. 그가 참석한 마지막 공연은 메시아였다. 헨델은 웨스트민스터 사원에 안장되었다. 3천 명 이상의 조문객이 그의 장례식에 참석했으며, 국장으로 치러졌다.
헨델은 결혼하지 않았고 사생활을 비공개로 유지했다. 그의 초기 유언장은 그의 재산 대부분을 조카 요한나에게 유증했지만, 네 개의 유언보충서는 그의 재산 대부분을 다른 친척, 하인, 친구 및 자선 단체에 분배했다.
헨델은 1760년에 사후 경매된 미술품 컬렉션을 소유하고 있었다. 경매 목록에는 약 70점의 그림과 10점의 판화가 실려 있었으며, 다른 그림들은 유증되었다.

## 작품

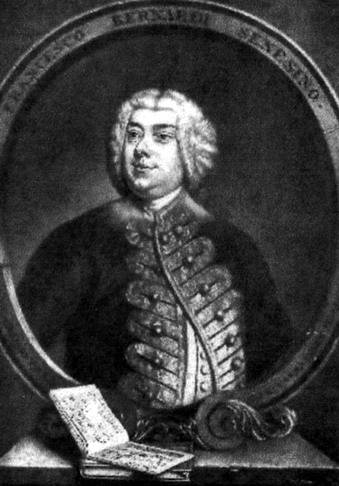
시에나 출신의 유명한 카스트라토 세네지노

### 개요
헨델의 작품은 42편의 오페라, 24편의 오라토리오, 120곡 이상의 칸타타, 트리오 및 듀엣곡, 수많은 아리아, 송가 및 세레나타, 솔로 및 트리오 소나타, 18편의 합주 협주곡, 그리고 12편의 오르간 협주곡을 포함한다. 그의 가장 유명한 작품인 오라토리오 메시아와 그 중의 "할렐루야" 합창은 합창 음악에서 가장 인기 있는 작품 중 하나이다. 프라하의 로브코비츠 궁전에는 모차르트의 자필 주석이 달린 메시아 사본이 소장되어 있다. 그의 생애 동안 출판되고 대중화된 작품 번호가 있는 작품들 중에는 오르간 협주곡 Op. 4와 Op. 7이 있으며, Opus 3와 Opus 6 합주 협주곡도 있다. 후자에는 오르간 상성부에서 새소리를 모방한 이전 오르간 협주곡 뻐꾸기와 나이팅게일이 포함되어 있다. 또한 그의 16개의 건반악기 모음곡, 특히 조화로운 대장장이도 주목할 만하다.

### 목록

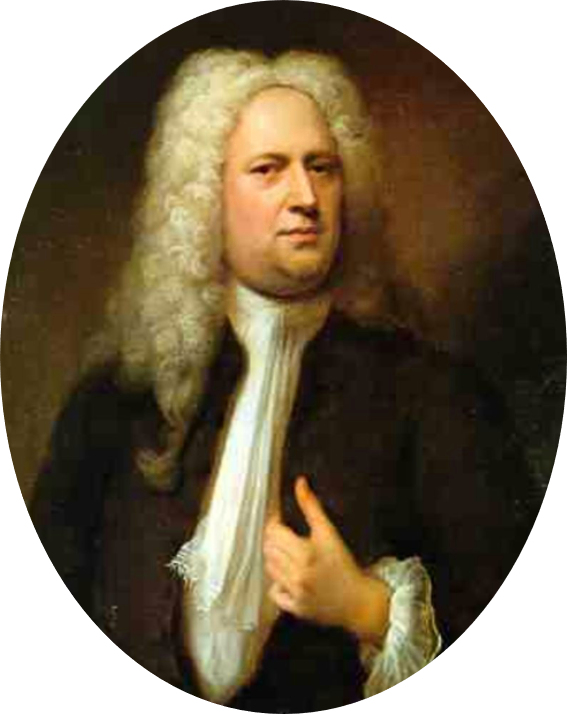
발타자르 데너의 1733년 헨델

헨델의 작품에 대한 최초의 출판된 목록은 메인웨어링의 회고록 부록으로 나왔다. 1787년에서 1797년 사이에 사무엘 아널드는 헨델 작품 180권 모음집을 편집했지만, 완전하지는 않았다. 조지 맥파렌 경이 설립한 영국 헨델 협회(1843년에서 1858년 사이에 제작)의 소장품 또한 불완전했다.
105권으로 구성된 헨델-게젤샤프트("헨델 학회") 판본은 1858년에서 1902년 사이에 출판되었는데, 주로 프리드리히 크리산더의 노력 덕분이었다. 현대 공연을 위해 통주저음의 구현은 19세기 관행을 반영한다. 이 판본에서 발췌한 성악곡들은 런던의 노벨로에서 출판되었지만, <삼손>의 성악곡과 같은 일부 악보들은 불완전하다.
계속되는 할레 지역의 할리셰 헨델-아우스가베 판본은 1955년 동독에서 처음 발간되었다. 처음에는 비판적 판본으로 시작하지 않았지만, 비판적 장치 없이 공연용으로 출판된 첫 권들(예를 들어, 오페라 세르세는 전후 독일 관행을 반영하여 테너로 재구성된 주역으로 출판됨)에 대한 강한 비판 이후, 스스로를 비판적 판본으로 재정의했다. 냉전 시대의 현실에 부분적으로 영향을 받아 편집 작업이 일관되지 않았다: 오인쇄가 많이 발견되었고 편집자들은 중요한 자료를 참고하지 않았다. 1985년, 판본의 더 나은 기준을 수립하기 위한 위원회가 구성되었다. 1990년 독일 재통일로 인해 의사소통 문제가 해소되었고, 이후 발행된 권들은 기준에서 상당한 개선을 보였다.
1978년에서 1986년 사이에 독일의 학자 베른트 바젤트는 그의 헨델-베르케-베르차이히니스 출판물에서 헨델의 작품들을 목록화했다. 이 목록은 널리 받아들여져 현대적인 번호 매기기 시스템으로 사용되며, 헨델의 각 작품은 "HWV" 번호로 지정된다. 예를 들어, 메시아는 "HWV 56"으로 목록화되어 있다.

## 유산

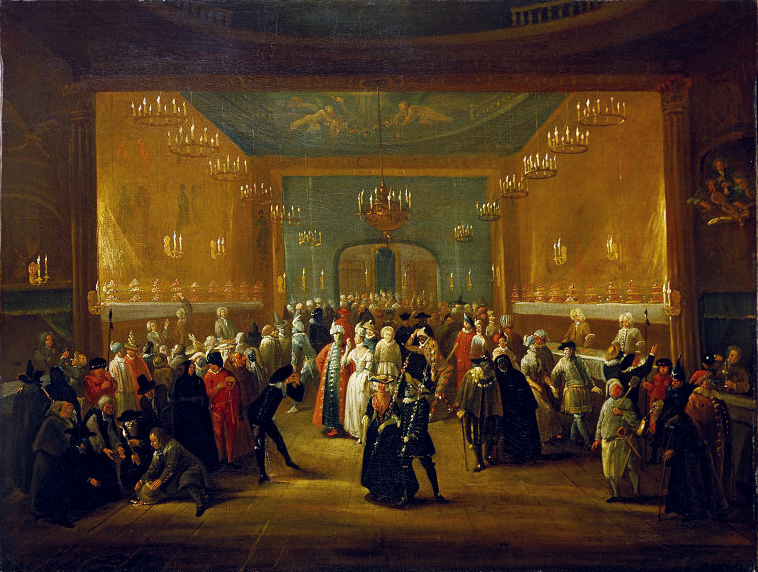
헤이마켓 왕립극장의 가면무도회 (c. 1724년경), 주세페 그리소니에게 귀속됨

헨델의 작품은 두 사람에 의해 수집되고 보존되었다. 한 명은 시골 지주 사무엘 헬리어 경으로, 그의 음악 소장품은 쇼-헬리어 컬렉션의 핵심을 이룬다. 다른 한 명은 노예제 폐지론자 그랜빌 샤프이다. 작곡가 탄생 300주년을 기념하는 내셔널 포트레이트 갤러리 전시회에 딸린 도록은 이 두 사람을 18세기 후반의 "자신들의 열정을 발휘한 수단에 대한 확실한 증거를 남긴 사람들"이라고 부른다. 메시아와 솔로몬과 같은 그의 영어 오라토리오, 대관식 앤섬, 그리고 수상 음악과 왕궁의 불꽃놀이 음악을 포함한 다른 작품들로 헨델은 영국에서 국가적 상징이 되었고, 영국방송공사 시리즈 <영국 음악의 탄생: 헨델 – 정복하는 영웅>에 소개되었다.

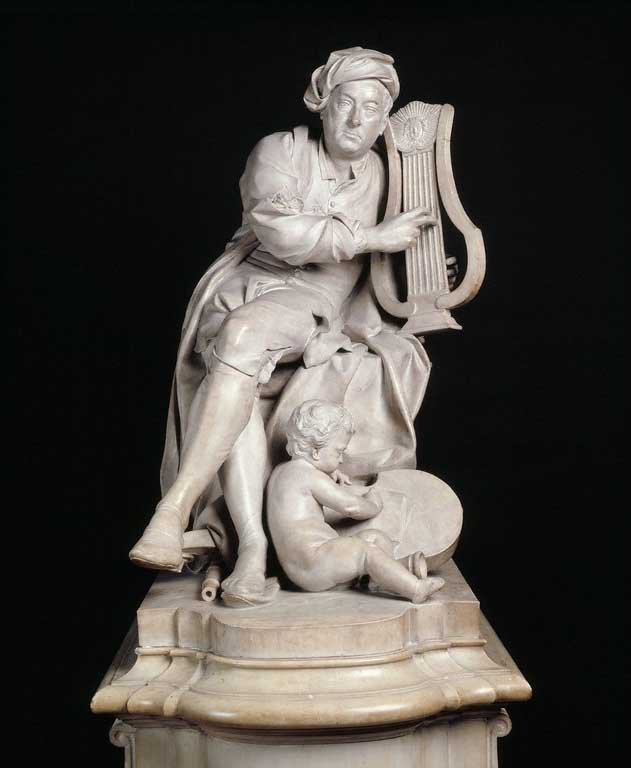
런던 빅토리아 앨버트 박물관에 있는 헨델의 대리석 조각상, 1738년 루이-프랑수아 루빌리아크 제작

헨델 사후 그의 이탈리아 오페라는 세르세의 아리아 "옴브라 마이 푸"와 같은 일부 곡들을 제외하고는 잊혀졌다. 오라토리오는 계속 연주되었지만 헨델 사후 얼마 지나지 않아 현대화가 필요하다는 생각이 들었고, 모차르트는 메시아와 다른 작품들의 독일어 버전을 오케스트라화했다. 19세기와 20세기 전반에 걸쳐, 특히 영어권 국가들에서는 그의 명성이 주로 그의 영어 오라토리오에 기반을 두었으며, 이는 엄숙한 행사에서 아마추어 합창단에 의해 관례적으로 연주되었다. 1859년 그의 사망 100주년은 2,765명의 가수와 460명의 연주자가 수정궁에서 메시아를 연주하며 약 10,000명의 관객 앞에서 기념되었다.
최근 수십 년 동안 그의 세속 칸타타와 '세속 오라토리오' 또는 '협주곡 오페라'라고 부를 수 있는 작품들이 부활했다. 전자의 경우, 성 체칠리아의 날을 위한 송가 (1739년, 존 드라이든의 텍스트에 기초)와 앤 여왕 생일 축하 송가 (1713년)가 주목할 만하다. 세속 오라토리오의 경우, 헨델은 고전 신화를 주제로 삼아 아시스와 갈라테아 (1719년), 헤라클레스 (1745년), 세멜레 (1744년)와 같은 작품들을 만들었다. 이 작품들은 성스러운 오라토리오와 밀접한 관계를 가지며, 특히 영어 텍스트를 위한 성악 작법에서 그러하다. 또한 헨델의 이탈리아 오페라의 서정적이고 극적인 특성을 공유한다. 따라서 때로는 오페라로 완전하게 무대화되기도 한다. 그의 극적인 작품들이 재발견되면서, 헨델은 이제 기악 연주자, 오케스트라 작곡가, 멜로디 작곡가로서의 명성 외에도 오페라의 위대한 음악 드라마 작가 중 한 명으로 인식되고 있다.

### 평가
헨델은 자신의 시대와 그 이후에도 동료 작곡가들로부터 일반적으로 높은 평가를 받았다. 요한 제바스티안 바흐는 헨델이 할레를 방문했을 때 그를 만나려고 시도했지만 실패했다. (헨델은 바흐와 도메니코 스카를라티와 같은 해에 태어났다.) 모차르트는 헨델에 대해 "헨델은 우리 중 누구보다도 정동을 잘 이해한다. 그가 원할 때, 그는 벼락처럼 친다"고 말한 것으로 알려져 있다. 베토벤에게 그는 "우리 모두의 스승... 역대 가장 위대한 작곡가. 나는 그의 무덤 앞에서 모자를 벗고 무릎을 꿇을 것이다"였다. 베토벤은 특히 헨델 음악의 단순성과 대중적 매력을 강조하며 "그에게 가서 그렇게 단순한 수단으로 위대한 효과를 얻는 법을 배우라"고 말했다.

### 차용
1831년, 윌리엄 크로치가 그의 <음악에 관한 여러 강의의 본질>에서 이 문제를 제기한 이후로 학자들은 헨델이 다른 작곡가들의 음악을 "차용"한 것에 대해 광범위하게 연구해 왔다. 2005년에 이 분야를 요약하며 리처드 타루스킨은 헨델이 "자신의 작품과 다른 작곡가들의 작품을 전례 없는 수와 전례 없는 정확성으로 각색한 패러디스트의 챔피언이었던 것 같다"고 썼다. 헨델이 재사용한 것으로 보이는 작곡가들 중에는 알레산드로 스트라델라, 고틀리프 무파트, 알레산드로 스카를라티, 도메니코 스카를라티 카리시미, 게오르크 필리프 텔레만, 카를 하인리히 그라운, 레오나르도 빈치, 야코부스 갈루스, 프란체스코 안토니오 우리오, 라인하르트 카이저, 프란체스코 가스파리니, 조반니 보논치니, 윌리엄 보이스, 헨리 로스, 마이클 와이즈, 아고스티노 스테파니, 프란츠 요한 하버만 등이 있다.
1985년에 발표된 에세이에서 존 H. 로버츠는 헨델의 차용이 동시대 기준으로도 이례적으로 빈번했으며, 당대인들(특히 요한 마테존)에게 비판받을 정도였다는 것을 입증했다. 로버츠는 헨델의 이러한 관행에 대해 여러 가지 이유를 제시했는데, 헨델이 특정 작품을 더 현대적으로 들리게 하려는 시도와, 더 급진적으로는 그의 "독창적인 아이디어를 발명하는 능력의 근본적인 부족"을 포함한다. – 비록 로버츠는 이것이 "헨델의 위상을 떨어뜨리지 않는다"고 주장하며, 그의 위상은 "그의 방법, 더군다나 그것을 사용하는 동기가 아니라 오직 그가 달성하는 효과로만 판단되어야 한다"고 신중하게 강조했다.

### 헌정
헨델 사후 많은 작곡가들이 그의 음악에 기반을 두거나 영감을 받은 작품들을 썼다. 루이스 슈포어의 교향곡 6번 Op. 116 "바흐와 헨델의 시대"의 첫 악장은 헨델의 메시아에 나오는 두 개의 멜로디와 유사하다. 1797년, 루트비히 판 베토벤은 헨델의 유다스 마카베우스에서 "정복 영웅이 온다"는 주제에 의한 첼로와 피아노를 위한 12개의 G장조 변주곡을 출판했다. 1822년, 베토벤은 헨델의 영향을 받은 서곡 헌당식 서곡을 작곡했다. 기타 거장 마우로 줄리아니는 헨델의 하프시코드 스위트 5번 E장조 HWV 430을 바탕으로 기타를 위한 "헨델 주제에 의한 변주곡 Op. 107"을 작곡했다.
1861년, 요하네스 브람스는 헨델의 하프시코드 모음곡 2번 주제를 사용하여 자신의 가장 성공적인 작품 중 하나인 헨델 주제에 의한 변주곡과 푸가 Op. 24를 작곡했다(리하르트 바그너에게 칭찬받았다). 프랑스 작곡가 펠릭스알렉상드르 기유망의 여러 작품은 헨델의 주제를 사용한다. 예를 들어, 그의 "헨델 주제에 의한 행진곡"은 메시아의 주제를 사용한다. 프랑스 작곡가이자 플루티스트인 필리프 고베르는 헨델의 트리오 소나타 Op. 5 No. 2, HWV 397의 4악장을 바탕으로 플루트와 피아노를 위한 "작은 행진곡"을 작곡했다. 아르헨티나 작곡가 루이스 지아네오는 피아노를 위한 "헨델 주제에 의한 변주곡"을 작곡했다. 1911년, 오스트레일리아 태생의 작곡가이자 피아니스트인 퍼시 그레인저는 헨델의 모음곡 5번 E장조의 마지막 악장을 바탕으로 자신의 가장 유명한 작품 중 하나를 만들었다(줄리아니와 마찬가지로). 그는 먼저 그 주제에 대한 몇 가지 변주곡을 썼는데, 이를 "헨델의 '조화로운 대장장이' 변주곡"이라고 명명했다. 그런 다음 그는 자신의 변주곡 중 처음 16마디를 사용하여 그의 가장 사랑받는 작품 중 하나인 "핸델 인 더 스트랜드"를 만들었고, 여러 버전을 만들었다(예를 들어, 1930년의 피아노 솔로 버전). 아르놀트 쇤베르크의 현악 사중주와 오케스트라를 위한 B플랫 장조 협주곡(1933)은 헨델의 협주곡 그로소 Op. 6/7을 바탕으로 작곡되었다.

### 숭배

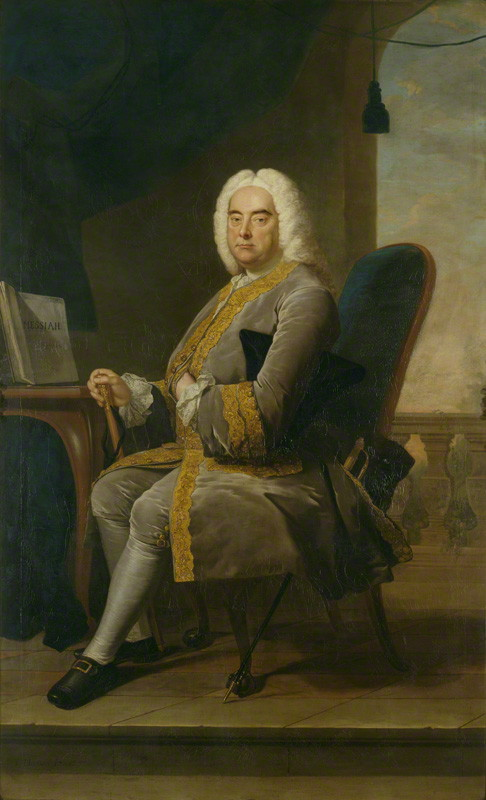

루터교 성인 달력에서 헨델과 바흐는 하인리히 쉬츠와 함께 7월 28일을 공유하며, 헨델과 바흐는 연합 감리 교회에서 사용하기 위해 성 루가 수도회가 준비한 성인 달력에 기념된다. 미국 장로교회(USA)의 <공동 예배서> (웨스트민스터 존 녹스 프레스, 2018)는 4월 20일에 그를 기념한다.

### 허구적 묘사
1942년 헨델은 노먼 워커가 감독하고 윌프리드 로슨이 주연한 영국 전기 영화 위대한 헨델 씨의 주인공이었다. 이 영화는 랭크 기구가 데넘 스튜디오에서 제작했으며 테크니컬러로 촬영되었다. 그는 또한 텔레비전 영화 갓 롯 턴브리지 웰스! (1985년)와 헨델의 마지막 기회 (1996년) 그리고 연극 모든 천사들 (2015년)의 중심 인물이기도 하다. 헨델은 영화 파리넬리 (1994년)에서 예룬 크라베에 의해 악역으로 묘사되었다.

## 주석, 참고 자료 및 출처

### 참고 자료
1. ↑  “Händel-Haus in Halle an der Saale – Handschriftliche Dokumente”. 2013년 5월 19일에 원본 문서에서 보존된 문서.
2. ↑  Hogwood 1984, 1쪽.
3. ↑  Hicks 1998, 614쪽.
4. ↑  George Frederic Handel. 보관됨 29 5월 2019 - 웨이백 머신. Westminster Abbey.
5. ↑  “British Citizen by Act of Parliament: George Frideric Handel”. Parliament.uk. 2009년 4월 14일. 2012년 5월 4일에 원본 문서에서 보존된 문서. 2012년 4월 13일에 확인함.
6. ↑  Burrows 2007
7. ↑  Hicks 2013
8. ↑  Buelow 2004, 476쪽.
9. ↑  Dean 1969, 19쪽.
10. ↑  Deutsch 1955, 1쪽
11. ↑  Adams & Hofestädt 2005, 144–146쪽.
12. 1 2 3  Adams & Hofestädt 2005, 144쪽.
13. ↑  Adams & Hofestädt 2005, 144쪽; Burrows 1994, 1쪽.
14. ↑  Burrows 1994, 1쪽.
15. 1 2 3  Lang 1966, 20쪽.
16. ↑  Burrows 1994, 1–2쪽.
17. ↑  Lang 1966, 25–26쪽.
18. 1 2  Lang 1966, 10쪽.
19. ↑  Adams & Hofestädt 2005, 144–145쪽.
20. ↑  Landon 1984, 9쪽.
21. ↑  Deutsch 1955, 6쪽.
22. ↑  Deutsch 1955, 2쪽; Landon 1984, 9쪽.
23. ↑  Dreyhaupt 1755, 625쪽.
24. 1 2  Maitland & Squire 1890, 277쪽.
25. ↑  Landon 1984, 10쪽; Schoelcher 1857, 7 n.1쪽.
26. ↑  Schoelcher 1857, 3쪽.
27. ↑  Mainwaring 1760, 4–5쪽.
28. ↑  Mainwaring 1760, 5쪽.
29. ↑  Schoelcher 1857, 4쪽.
30. 1 2 3  Lang 1966, 11쪽.
31. ↑  Dent 2004, 3–4쪽.
32. 1 2 3  Schoelcher 1857, 5쪽.
33. ↑  Schoelcher 1857, 4쪽; Bone 1914, 141쪽.
34. ↑  Chrysander 1858: Buch 1: 2. Kindheit.
35. ↑  Schoelcher 1857, 4–5쪽; Bone 1914, 141쪽; Lang 1966, 11쪽.
36. ↑  Lang 1966, 11쪽; Bone 1914, 141쪽; Schoelcher 1857, 5쪽.
37. ↑  Lang 1966, 11–12쪽.
38. ↑  Lang 1966, 12쪽; Landon 1984, 15쪽. See also Seiffert, Max (1905). 〈Preface to Volumes 21, 21 (Zachow)〉. 《Denkmäler deutscher Tonkunst》. Leipzig: Breitkopf & Härtel.
39. ↑  Schoelcher 1857, 5–6쪽. See also Bone 1914, 141–142쪽.
40. 1 2  Schoelcher 1857, 6쪽.
41. ↑  Lang 1966, 12쪽.
42. ↑  Lang 1966, 13–16쪽.
43. ↑  Mainwaring 1760, 15쪽.
44. ↑  Mainwaring 1760, 16쪽.
45. 1 2  Mainwaring 1760, 18쪽.
46. ↑  Schoelcher 1857, 6쪽; Deutsch 1955, 5–6쪽 (inscription on Georg Händel's tombstone).
47. 1 2  Lang 1966, 19쪽.
48. ↑  Deutsch 1955, 6–8쪽 (containing the poem and English translation).
49. ↑  Landon 1984, 30 n.5쪽.
50. ↑  Mainwaring 1760, 24–25쪽.
51. 1 2  Mainwaring 1760, 29쪽.
52. 1 2  Lang 1966, 166쪽.
53. ↑  Schoelcher 1857, 6–7쪽.
54. ↑  Landon 1984, 31 n.8쪽.
55. ↑  Landon 1984, 31 n.7쪽.
56. ↑  Landon 1984, 31 n.7 & 53쪽.
57. ↑  Dean 1982, 2쪽; Deutsch 1955, 8쪽.
58. ↑  Lang 1966, 20쪽; Dent 2004, 2쪽
59. ↑  Lang 1966, 20–21쪽.
60. ↑  Lang 1966, 21쪽.
61. ↑  Burrows 1994, 10쪽; Deutsch 1955, 8, 9, 10쪽.
62. ↑  Dent 2004, 2쪽.
63. ↑  Burrows 1994, 20쪽.
64. ↑  Burrows 1994, 10–11쪽 translating Mattheson 1740, 359쪽.
65. 1 2  Deutsch 1955, 9쪽.
66. ↑  Lang 1966, 22 n.2쪽.
67. ↑  Lang 1966, 22쪽 translating Mattheson 1740, 93쪽.
68. ↑  Deutsch 1955, 4 n.1쪽.
69. 1 2  Lang 1966, 23쪽.
70. ↑  Hogwood 1984, 21쪽.
71. ↑  Best 1985, 486–489쪽.
72. ↑  Deutsch 1955, 10쪽.
73. ↑  Mattheson 1740, 29, 191쪽.
74. ↑  Mainwaring 1760, 27–28쪽.
75. ↑  Burrows 1994, 11–13쪽.
76. ↑  Lang 1966, 26쪽.
77. ↑  Burrows 1994, 12쪽.
78. ↑  Burrows 1994, 18쪽
79. ↑  Burrows 1994, 19쪽
80. ↑  Harris 2001, 37쪽.
81. ↑  Annette Landgraf, David Vickers, The Cambridge Handel Encyclopedia, Cambridge University Press, 2009, p. 2
82. ↑  Burrows 1994, 29–30쪽
83. ↑  Mainwaring 1760, 52쪽.
84. ↑  Dean & Knapp 1987, 129쪽
85. ↑  Burrows 1994, 38쪽
86. ↑  Dean & Knapp 1987, 173, 180쪽
87. ↑  Burrows, Donald; Coffey, Helen; Greenacombe, John; Hicks, Anthony (2014년 2월 20일). 《George Frideric Handel: Volume 1, 1609–1725: Collected Documents》. Cambridge University Press. ISBN 9781107470118. 2018년 2월 22일에 원본 문서에서 보존된 문서  – Google Books 경유.
88. ↑  National Portrait Gallery, 88쪽
89. ↑  There is a tantalising suggestion by Handel's biographer, Jonathan Keates, that he may have come to London in 1710 and settled in 1712 as a spy for the eventual Hanoverian successor to Queen Anne, 조지 1세. Day, Peter (2009년 4월 12일). “How Handel played the markets”. 《BBC News》. 2016년 3월 5일에 원본 문서에서 보존된 문서.
90. ↑  National Portrait Gallery, 92쪽
91. ↑  Dean & Knapp 1987, 286쪽
92. ↑  Burrows 1994, 77쪽.
93. ↑  Bukofzer 2001, 333–335쪽.
94. ↑  Rolland 1916, 71쪽.
95. ↑  Dean & Knapp 1987, 209쪽
96. ↑  Deutsch 1955, 70–71쪽.
97. ↑  “18th Century Season – Liquid Assets: Tracing Handel's Thousands”. BBC 라디오 3. 2009년 4월 12일. 2014년 4월 19일에 원본 문서에서 보존된 문서. 2025년 5월 3일에 확인함.
98. ↑    - Hunter, David (2015년 6월 14일). 《Handel and the Royal African Company》. 《Musicology Now》 (American Musicological Society). 2021년 11월 26일에 원본 문서에서 보존된 문서. 2025년 5월 3일에 확인함.
  - “Royal Academy of Music to 'decolonise' collection as composer linked to slave trade”. 클래식 FM. 2021년 11월 26일에 원본 문서에서 보존된 문서. 2025년 5월 3일에 확인함.
  - 안토니아 퀘르케 (2015년 6월 4일). “In Search of the Black Mozart: A Revealing Look at Handel's Investment in the Slave Trade”. 《뉴 스테이츠먼》. 2021년 12월 1일에 원본 문서에서 보존된 문서. 2025년 5월 3일에 확인함.
  - David Hunter (September 2019). 《Handel Manuscripts and the Profits of Slavery: The 'Granville' Collection at the British Library and the First Performing Score of Messiah Reconsidered》. 《노츠》 76. 27ff쪽. 2023년 3월 21일에 원본 문서에서 보존된 문서. 2025년 5월 3일에 확인함.
  - “Artists respond to Handel's investment in the transatlantic slave trade”. 《St Paul Chamber Orchestra Blog》. 2020년 12월 11일. 2021년 12월 1일에 원본 문서에서 보존된 문서. 2025년 5월 3일에 확인함.
99. ↑  Deutsch 1955, 89쪽
100. ↑  Dean 2006, 226쪽 According to Dean they could not have reached London before 1716. In 1743, Smith wrote in a letter that he had been in Handel's service for 24 years.
101. ↑  Burrows 1994, 387쪽
102. ↑  Deutsch 1955, 194쪽
103. ↑  Imogen Levy (1953년 6월 2일). “Guide to the Coronation Service”. Westminster Abbey. 2010년 12월 5일에 원본 문서에서 보존된 문서. 2012년 5월 28일에 확인함.
104. ↑  “George Frideric Handel – Zadok the Priest”. BBC. 2021년 4월 16일에 원본 문서에서 보존된 문서. 2021년 2월 18일에 확인함.
105. ↑  “Stage Beauty”. 《www.stagebeauty.net》. 2020년 6월 13일에 원본 문서에서 보존된 문서. 2013년 1월 26일에 확인함.
106. ↑  "theatrical monopoly" in Banham, Martin The Cambridge Guide to Theatre p. 1105 (Cambridge University Press, 1995) ISBN 0-521-43437-8
107. ↑  Handel's Compositions 보관됨 2009-01-30 - 웨이백 머신 GFHandel.org, Retrieved 2007년 12월 21일
108. ↑  Dent 2004, [쪽 번호 필요]쪽.
109. ↑  Dent 2004, 33쪽
110. ↑  “Synopsis of Arianna in Creta”. 《Handelhouse.org》. Handel House Museum. 2014년 7월 26일에 원본 문서에서 보존된 문서. 2014년 7월 23일에 확인함.
111. ↑  Dean 2006, 274–284쪽
112. ↑  Dean 2006, 288쪽
113. 1 2  Chrissochoidis, I. (2008). "Handel Recovering: Fresh Light on His Affairs in 1737". Eighteenth Century Music, 5(2), 237–244. doi:10.1017/S1478570608001504
114. ↑  "Koninklijke speelklok van wereldklasse aangekocht" 보관됨 2020-08-01 - 웨이백 머신, 스펠클록 박물관, 2016년 11월 14일 (네덜란드어); "Georg Friedrich Händel and the Braamcamp clock" 보관됨 2020-08-01 - 웨이백 머신 by Erma Hermens, 2018년 11월 22일
115. ↑  Ditto, Charles (1997년 7월–9월). 《Handel's Musical Clock Music》. 《Fontes Artis Musicae》 44. 266–280쪽. JSTOR 23508494.
116. ↑  A New Chronology of Venetian Opera and Related Genres, 1660–1760 by Eleanor Selfridge-Field, p. 492
117. 1 2 3  Hicks 2013.
118. ↑  Michael Cole (1993). 《A Handel harpsichord》. 《Early Music》 XXI. 99–110쪽. doi:10.1093/em/XXI.1.99. 2022년 12월 12일에 원본 문서 (PDF)에서 보존된 문서. 2022년 4월 29일에 확인함. illus.1 Single-manual harpsichord by William Smith (Bate Collection, University of Oxford)
119. ↑  Marx 1998, 243쪽.
120. ↑  National Portrait Gallery, 157쪽
121. ↑  Larsen 1972, 15쪽 Handels Messiah. A distinguished authority on Handel discusses the origins, composition, and sources of one of the great choral works of western civilization.
122. ↑  Larsen 1972, 26쪽
123. ↑  Marx 1998, 48쪽.
124. ↑  Larsen 1972, 66쪽
125. ↑  Larsen 1972, 49쪽
126. ↑  Larsen 1972, 40쪽
127. ↑  Larsen 1972, 33쪽
128. ↑  Burrows 1994, 217쪽.
129. ↑  Larsen 1972, 37쪽
130. ↑  National Portrait Gallery, 165쪽
131. ↑  Larsen 1972, 16, 39–41쪽
132. ↑  Larsen 1972, 78쪽
133. ↑  Schwarm, Betsy. “The Arrival of the Queen of Sheba”. Britannica.com. 2024년 10월 14일에 확인함.
134. ↑  Dent 2004, 40–41쪽
135. ↑  Young 1966, 48쪽
136. ↑  Bone 1914, 142–144쪽.
137. ↑  “G. F. Handel's Compositions”. The Handel Institute. 2013년 9월 24일에 원본 문서에서 보존된 문서. 2013년 9월 28일에 확인함.
138. ↑  Andrew Pink. "Solomon, Susanna and Moses : locating Handel's anonymous librettist". Eighteenth Century Music. vol. 12, issue 2 (September 2015) pp. 211–222.; accessed 2014년 10월 14일
139. ↑  “The Arrival of the Queen of Sheba”. 《Britannica》. 2021년 8월 1일에 원본 문서에서 보존된 문서. 2021년 8월 1일에 확인함.
140. ↑  Burrows 1994, 354–355쪽
141. ↑  Burrows 1994, 297–298쪽
142. ↑  Young 1966, 56쪽
143. ↑  Dent 2004, 63쪽
144. ↑  Young 1966, 60쪽
145. ↑  The Letters and Writings of George Frideric Handel by Erich H. Müller, 1935
146. 1 2  McGeary, Thomas (2009년 11월). 《Handel as art collector: art, connoisseurship and taste in Hanoverian Britain》. 《얼리 뮤직》 37 (옥스퍼드 대학교 출판부). 533–576쪽. doi:10.1093/em/cap107.
147. ↑  Mainwaring 1760, 145–155쪽.
148. ↑  Dean 1982, 116쪽.
149. ↑  The Halle Handel Edition. “A short history of editing Handel”. 2012년 3월 3일에 원본 문서에서 보존된 문서. 2011년 12월 3일에 확인함.
150. ↑  Handel, George Freidrich.  Schering, Arnold; Soldan, Kurt, 편집. 《Messiah: Oratorio in Three Parts, HWV 56》. Leipzig: C.F. Peters. 2022년 6월 14일에 원본 문서에서 보존된 문서. 2022년 6월 23일에 확인함.
151. ↑  Best, Terence, ed. Handel collections and their history, a collection of conference papers given by the international panel of distinguished Handel scholars. Clarendon Press, 1993
152. ↑  Prince Hoare, 편집. (1820). 《Memoirs of Granville Sharp》. Colburn. xii쪽. ...he had a voluminous collection of Handel's scores...
153. ↑  Jacob Simon (1985). Handel, a celebration of his life and times, 1685–1759. p. 239. National Portrait Gallery (Great Britain)
154. ↑  “The Birth of British Music: Handel – The Conquering Hero”. BBC. 2017년 9월 24일. 2017년 5월 14일에 원본 문서에서 보존된 문서.
155. ↑  Blyth, Alan (2007). 《Choral Music on Record》. Cambridge University Press. 82쪽.
156. ↑  “BBC Press Release”. Bbc.co.uk. 2009년 1월 13일. 2013년 11월 27일에 원본 문서에서 보존된 문서. 2012년 4월 13일에 확인함.
157. ↑  Dent 2004, 23쪽
158. 1 2  Young, Percy Marshall (1975) [1947]. 《Handel (Master Musician series)》. J.M. Dent & Sons. 177쪽. ISBN 0-460-03161-9.
159. ↑  리처드 타루스킨, The Oxford History of Western Music, Oxford University Press, 2005, vol. 2, ch. 26, p. 329, ISBN 0-19-522271-7
160. ↑  Alexander Silbiger, "Scarlatti Borrowings in Handel's Grand Concertos", 더 뮤지컬 타임즈, v. 125, 1984, pp. 93–94
161. ↑  A comprehensive bibliography through 2005 can be found in Mary Anne Parker, G. F. Handel: A Guide to Research, Routledge, 2005, ISBN 1-136-78359-8, pp. 114–135
162. ↑  John H. Roberts, "Why Did Handel Borrow?", in Handel: Tercentary Collection, edited by 스탠리 새디 and 앤서니 힉스, 왕립음악학회, 1985, pp. 83–92, ISBN 0-8357-1833-6
163. ↑  Auner Joseph H. (1996), "Schoenberg's Handel Concerto and the Ruins of Tradition", 미국음악학회 저널, and also 로베르트 슈만 tried to compose an additional piece for a theme of Handel in his 어린이를 위한 앨범. 49: 264–313
164. ↑  For All the Saints: A Calendar of Commemorations for United Methodists, ed. by Clifton F. Guthrie (Order of Saint Luke Publications, 1995, ISBN 1-878009-25-7) p. 161.

## 더 읽어보기
- Burrows, Donald (1997). 《The Cambridge Companion to Handel》. 케임브리지 컴패니언스 투 뮤직. Cambridge University Press. ISBN 0-521-45613-4.
- Chrysander, Friedrich (1860). 《G. F. Händel》 2. Leipzig: Breitkopf & Härtel. 2016년 3월 7일에 원본 문서에서 보존된 문서. 2016년 12월 31일에 확인함. Buch 3: Zwanzig Jahre bei der italienischen Oper in London.
- Chrysander, Friedrich (1867). 《G. F. Händel》 3. Leipzig: Breitkopf & Härtel. 2017년 9월 30일에 원본 문서에서 보존된 문서. 2016년 12월 31일에 확인함. Buch 4: Übergang zum Oratorium.
- Cudworth, C. (1972). 《Handel》. London: Linnet Books. ISBN 9780208010681. 2023년 3월 21일에 원본 문서에서 보존된 문서. 2021년 11월 17일에 확인함.
- Frosch, William A. (1989년 9월 14일). 《The Case of George Frideric Handel》. 《뉴잉글랜드 저널 오브 메디슨》 321. 765–769쪽. doi:10.1056/NEJM198909143211120. PMID 2671732.
- Frosch, William A. (1990). 《Moods, Madness, and Music. II. Was Handel Insane?》. 《뮤지컬 쿼털리》 74. 31–56쪽. doi:10.1093/mq/74.1.31. JSTOR 741903.
- Hicks, Anthony (1976–1977). 《Handel's Early Musical Development》. 《왕립 음악 협회 회보》 103. 80–89쪽. doi:10.1093/jrma/103.1.80. JSTOR 765887.
- Hogg, Katharine (2008년 7월–9월). 《Handel and the Fundling Hospital: The Gerald Coke Handel Collection at the Foundling Museum》. 《Fontes Artis Musicae》 55. 435–447쪽. JSTOR 23512496.
- Hume, Robert D. (1986년 10월). 《Handel and Opera Management in London in the 1730s》. 《뮤직 & 레터즈》 67. 347–362쪽. doi:10.1093/ml/67.4.347. JSTOR 735134.
- Hunter, David (2001년 11월). 《Handel among the Jacobites》. 《뮤직 & 레터즈》 82. 543–556쪽. doi:10.1093/ml/82.4.543. JSTOR 3526275.
- Joncus, Berta (2006). 《Handel at Drury Lane: Ballad Opera and the Production of Kitty Clive》. 《왕립 음악 협회 저널》 131. 179–226쪽. doi:10.1093/jrma/fkl013. JSTOR 30161399. S2CID 154560136.
- Keates, Jonathan (1985). 《Handel: The Man and His Music》. New York: St Martin's Press. ISBN 0-312-35846-6.
- Keynes, Milo (1982년 9월). 《Handel and His Illnesses》. 《뮤지컬 타임즈》 123. 613–614쪽. doi:10.2307/963285. JSTOR 963285.
- King, Richard G. (1991년 8월). 《Handel's Travels in the Netherlands in 1750》. 《뮤직 & 레터즈》 72. 372–386쪽. doi:10.1093/ml/72.3.372. JSTOR 736214.
- MacArdle, Donald (1960년 1월). 《Beethoven and Handel》. 《뮤직 & 레터즈》 41. 33–37쪽. doi:10.1093/ml/41.1.33. JSTOR 729686.
- McGeary, Thomas (2011). 《Handel and Homosexuality: Burlington House and Cannons Revisited》. 《왕립 음악 협회 저널》 136. 33–71쪽. doi:10.1080/02690403.2011.562718. JSTOR 41300166. S2CID 161457448.
- McGeary, Thomas (2013). 《The Politics of Opera in Handel's Britain》. Cambridge, UK: Cambridge University Press. ISBN 978-1-107-00988-2.
- Streatfeild, R. A. (1910). 《Handel》 2판. London: Methuen & Co.
- Winemiller, John T. (1997년 가을). 《Recontextualizing Handel's Borrowing》. 《음악학 저널》 15. 444–470쪽. doi:10.2307/764003. JSTOR 764003.
- White, Harry (1987). 《Handel in Dublin: A Note》. 《18세기 아일랜드 / 아이리스 안 다 콜투르》 2. 182–186쪽. doi:10.3828/eci.1987.14. JSTOR 30070846. S2CID 256131717.

### 악보 및 녹음
- Free scores by 게오르크 프리드리히 헨델 - 국제 악보 도서관 프로젝트 (IMSLP): 완전판 (Ausgabe der Deutschen Händelgesellschaft) 포함
- Free scores by 게오르크 프리드리히 헨델 in the Choral Public Domain Library (ChoralWiki)
- 무토피아 프로젝트는 헨델 작품 일부의 악보 및 MIDI 파일을 무료로 다운로드할 수 있도록 제공한다.
- 올드 잉글리시 송 디지털 이미지, 헨델 작품 포함, 켄터키 대학교 도서관 특별 소장품.
- "게오르크 프리드리히 헨델 실린더 녹음", 실린더 오디오 아카이브, 캘리포니아 대학교 샌타바버라 도서관.
- 쿤스트 데르 푸게 .mid 파일: 게오르크 프리드리히 헨델 – MIDI 파일